# PSV in het seizoen 2024/25 (mannen)
Het seizoen 2024/25 was het 112e jaar in het bestaan van PSV. De Eindhovense voetbalclub nam in deze jaargang voor het 69e opeenvolgende jaar deel aan de Eredivisie en aan de toernooien om de TOTO KNVB Beker en de Champions League.

## Seizoensverloop
De technische staf bleef grotendeels ongewijzigd. Alleen Kevin Begois werd nieuw aangesteld als keeperstrainer en Theo Lucius als assistent-trainer.
Op 4 augustus 2024 werd de Johan Cruijff Schaal na strafschoppen verloren. Feyenoord won met 4 – 2 in die serie, na 4 – 4 reguliere speeltijd.
In de UEFA Champions League begon PSV in de nieuwe competitiefase (8 losse wedstrijden van september tot en met januari en als vervanger voor de groepsfase). Vooral de vier thuiswedstrijden was PSV ongeslagen. Daardoor eindigde PSV als veertiende in de competitie en plaatste zich voor de tussenronde. PSV won de tweeluik na de verlenging met een totaalscore van 4 – 3 van Juventus en plaatste zich voor de achtste finale. Daar verloor PSV de tweeluik met een totaalscore van 3 – 9 van Arsenal, met een historische thuisnederlaag van 1 – 7, en werd uitgeschakeld in de UEFA Champions League.
In de KNVB Beker kwam PSV niet verder dan de halve finale van dit seizoen. PSV verloor thuis met 1 – 2 van Go Ahead Eagles, de uiteindelijke bekerwinnaar. Tevens speelde PSV alle bekerwedstrijden thuis in Eindhoven.
PSV prolongeerde de kampioenschap in speelronde 34. Het werd de 26ste landstitel voor de club. De voorsprong op de nummer twee Ajax bedroeg een punt en de nummer drie Feyenoord elf punten. In speelronde 15 was het verschil tussen koploper PSV en achtervolger Ajax negen punten. Tijdens de winterstop, na speelronde 17, was het verschil zes punten. In de maanden januari, februari en maart 2025 ging het qua resultaten minder goed met PSV. Van de tien competitiewedstrijden werden 4× gelijkgespeeld, 3× verloren en maar 3× gewonnen. Gevolg hiervan werd Ajax koploper na speelronde 21 op 2 februari 2025 en eind maart bedroeg de achterstand negen punten. De resterende zeven competitiewedstrijden won PSV allemaal, maar Ajax speelde dan twee wedstrijden gelijk en verloor ook twee wedstrijden. PSV werd weer koploper na speelronde 33 op 14 mei 2025, won de laatste competitiewedstrijd van Sparta Rotterdam op 18 mei 2025 en werd hierdoor landskampioen. Verder scoorde PSV net als vorig seizoen meer dan 100 doelpunten, in totaal werd het 103 doelpunten.

## Selectie
| Nr.           | Nat.                           | Naam                | Geb. dat.  | Bij PSV | Contract tot juli | Optie   | Vorige club            | Bedrag       | Positie | Notitie                             |
| Keepers       | Keepers                        | Keepers             | Keepers    | Keepers | Keepers           | Keepers | Keepers                | Keepers      | Keepers | Keepers                             |
| ------------- | ------------------------------ | ------------------- | ---------- | ------- | ----------------- | ------- | ---------------------- | ------------ | ------- | ----------------------------------- |
| 1             | Vlag van Argentinië            | Walter Benítez      | 19-03-1993 | 2022    | 2025              | -       | OGC Nice               | -            | K       |                                     |
| 16            | Vlag van Nederland             | Joël Drommel        | 16-11-1996 | 2021    | 2026              | -       | FC Twente              | € 3.500.000  | K       |                                     |
| 24            | Vlag van Nederland             | Niek Schiks         | 03-02-2004 | 2024    | 2027              | -       | Eigen jeugd            | -            | K       | Eigen jeugd                         |
| Verdedigers   |                                |                     |            |         |                   |         |                        |              |         |                                     |
| 2             | Vlag van Nederland             | Rick Karsdorp       | 11-02-1995 | 2024    | 2025              | -       | AS Roma                | Transfervrij | RV      |                                     |
| 3             | Vlag van Nederland             | Tyrell Malacia      | 17-08-1999 | 2025    | 2025              | -       | Manchester United      | Gehuurd      | LV      | Nederlands international            |
| 4             | Vlag van Nederland             | Armando Obispo      | 05-03-1999 | 2016    | 2027              | -       | Vitesse                | Was verhuurd | CV      | Eigen jeugd                         |
| 6             | Vlag van Nederland             | Ryan Flamingo       | 31-12-2002 | 2024    | 2029              | -       | FC Utrecht             | € 9.000.000  | CV, VM  |                                     |
| 8             | Vlag van Verenigde Staten      | Sergiño Dest        | 03-11-2000 | 2023    | 2028              | -       | FC Barcelona           | Transfervrij | LV, RV  | Amerikaans international            |
| 17            | Vlag van Brazilië              | Mauro Júnior        | 06-05-1999 | 2017    | 2029              | -       | Heracles Almelo        | Was verhuurd | LV      |                                     |
| 18            | Vlag van Frankrijk             | Olivier Boscagli    | 18-11-1997 | 2019    | 2025              | -       | OGC Nice               | € 2.000.000  | LV, CV  |                                     |
| 39            | Vlag van Burkina Faso          | Adamo Nagalo        | 22-09-2002 | 2024    | 2029              | -       | FC Nordsjælland        | € 7.000.000  | CV      | Burkinees international             |
| Middenvelders |                                |                     |            |         |                   |         |                        |              |         |                                     |
| 5             | Vlag van Kroatië               | Ivan Perišić        | 02-02-1989 | 2024    | 2025              | -       | Hajduk Split           | Transfervrij | LCM, LA | Kroatisch international             |
| 7             | Vlag van Verenigde Staten      | Malik Tillman       | 28-05-2002 | 2023    | 2028              | -       | Bayern München         | € 12.000.000 | CM, CAM | Amerikaans international            |
| 20            | Vlag van Nederland             | Guus Til            | 22-12-1997 | 2022    | 2026              | -       | Spartak Moskou         | € 4.000.000  | CAM     | Nederlands international            |
| 22            | Vlag van Nederland             | Jerdy Schouten      | 12-01-1997 | 2023    | 2028              | -       | Bologna FC             | € 12.000.000 | VM      | Nederlands international            |
| 23            | Vlag van Nederland             | Joey Veerman        | 19-11-1998 | 2022    | 2028              | -       | sc Heerenveen          | € 6.000.000  | CM      | Nederlands international            |
| 26            | Vlag van Nederland             | Isaac Babadi        | 06-04-2005 | 2023    | 2028              | -       | Eigen jeugd            | -            | CAM     | Eigen jeugd                         |
| 28            | Vlag van Nederland             | Tygo Land           | 11-01-2006 | 2023    | 2029              | -       | Eigen jeugd            | -            | CM      | Eigen jeugd                         |
| 34            | Vlag van Marokko               | Ismael Saibari      | 18-07-2001 | 2022    | 2029              | -       | KRC Genk               | -            | CAM     |                                     |
| 37            | Vlag van Verenigde Staten      | Richard Ledezma     | 06-09-2000 | 2019    | 2025              | -       | Real Monarchs          | -            | CAM     |                                     |
| Aanvallers    |                                |                     |            |         |                   |         |                        |              |         |                                     |
| 9             | Vlag van Nederland             | Luuk de Jong        | 27-08-1990 | 2022    | 2025              | -       | Sevilla FC             | € 3.000.000  | SP      |                                     |
| 10            | Vlag van Nederland             | Noa Lang            | 17-06-1999 | 2023    | 2028              | -       | Club Brugge            | € 12.500.000 | LA      | Nederlands international            |
| 11            | Vlag van België                | Johan Bakayoko      | 20-04-2003 | 2021    | 2026              | -       | Eigen jeugd            | -            | RA      | Eigen jeugd, Belgisch international |
| 14            | Vlag van Verenigde Staten      | Ricardo Pepi        | 09-01-2003 | 2023    | 2030              | -       | FC Augsburg            | € 11.000.000 | SP      | Amerikaans international            |
| 19            | Vlag van Bosnië en Herzegovina | Esmir Bajraktarević | 10-03-2005 | 2025    | 2029              | -       | New England Revolution | € 3.000.000  | RA      | Bosnisch international              |
| 21            | Vlag van Marokko               | Couhaib Driouech    | 17-04-2002 | 2024    | 2029              | -       | Excelsior Rotterdam    | € 3.500.000  | LA, RA  |                                     |
| 27            | Vlag van Spanje                | Lucas Pérez         | 10-09-1988 | 2025    | 2025              | -       | Deportivo de La Coruña | Transfervrij | SP      |                                     |

## Transfers
Voor recente transfers bekijk: Lijst van Eredivisie transfers zomer 2024/25

Voor recente transfers bekijk: Lijst van Eredivisie transfers winter 2024/25
Aangetrokken
|                                | Naam                | Positie      | Oude club              | Land             | Per               | Transfersom                      |
|                                | Transfers           | Transfers    | Transfers              | Transfers        | Transfers         | Transfers                        |
| ------------------------------ | ------------------- | ------------ | ---------------------- | ---------------- | ----------------- | -------------------------------- |
| Vlag van Verenigde Staten      | Sergiño Dest        | Verdediger   | FC Barcelona           | Spanje           | 1 juli 2024       | Transfervrij, was eerder gehuurd |
| Vlag van Verenigde Staten      | Malik Tillman       | Middenvelder | Bayern München         | Duitsland        | 1 juli 2024       | € 12.000.000, was eerder gehuurd |
| Vlag van Marokko               | Couhaib Driouech    | Aanvaller    | Excelsior Rotterdam    | Nederland        | 7 juli 2024       | € 3.500.000                      |
| Vlag van Nederland             | Ryan Flamingo       | Verdediger   | FC Utrecht             | Nederland        | 8 juli 2024       | € 9.000.000                      |
| Vlag van Nederland             | Rick Karsdorp       | Verdediger   | AS Roma                | Italië           | 31 augustus 2024  | Transfervrij                     |
| Vlag van Burkina Faso          | Adamo Nagalo        | Verdediger   | FC Nordsjælland        | Denemarken       | 2 september 2024  | € 7.000.000                      |
| Vlag van Kroatië               | Ivan Perišić        | Middenvelder | Hajduk Split           | Kroatië          | 18 september 2024 | Transfervrij                     |
| Vlag van Bosnië en Herzegovina | Esmir Bajraktarević | Aanvaller    | New England Revolution | Verenigde Staten | 2 januari 2025    | € 3.000.000                      |
| Vlag van Spanje                | Lucas Pérez         | Aanvaller    | Deportivo de La Coruña | Spanje           | 23 februari 2025  | Transfervrij                     |
|                                | Gehuurd             |              |                        |                  |                   |                                  |
| Vlag van Nederland             | Tyrell Malacia      | Verdediger   | Manchester United      | Engeland         | 4 februari 2025   | n.v.t.                           |
|                                | Terug van verhuur   |              |                        |                  |                   |                                  |
| Vlag van Nederland             | Jason van Duiven    | Aanvaller    | Almere City FC         | Nederland        | 1 juli 2024       | n.v.t.                           |
| Vlag van Noorwegen             | Fredrik Oppegård    | Verdediger   | Heracles Almelo        | Nederland        | 1 juli 2024       | n.v.t.                           |

Vertrokken
|                    | Naam                | Positie    | Nieuwe club    | Land             | Per              | Transfersom  |
|                    | Transfers           | Transfers  | Transfers      | Transfers        | Transfers        | Transfers    |
| ------------------ | ------------------- | ---------- | -------------- | ---------------- | ---------------- | ------------ |
| Vlag van Brazilië  | André Ramalho       | Verdediger | Corinthians    | Brazilië         | 1 juli 2024      | Transfervrij |
| Vlag van Nederland | Shurandy Sambo      | Verdediger | Burnley FC     | Engeland         | 1 juli 2024      | Transfervrij |
| Vlag van Nederland | Boy Waterman        | Doelman    | Gestopt        |                  | 1 juli 2024      | n.v.t.       |
| Vlag van Nederland | Jason van Duiven    | Aanvaller  | Lommel SK      | België           | 12 augustus 2024 | € 3.000.000  |
| Vlag van Nederland | Jordan Teze         | Verdediger | AS Monaco      | Monaco           | 20 augustus 2024 | € 12.000.000 |
| Vlag van Mexico    | Hirving Lozano      | Aanvaller  | San Diego FC   | Verenigde Staten | 1 januari 2025   | € 12.000.000 |
| Vlag van België    | Matteo Dams         | Verdediger | Al Ahli        | Saoedi-Arabië    | 29 januari 2025  | € 9.000.000  |
| Vlag van Noorwegen | Fredrik Oppegård    | Verdediger | AJ Auxerre     | Frankrijk        | 29 januari 2025  | € 500.000    |
|                    | Was gehuurd         |            |                |                  |                  |              |
| Vlag van Nederland | Patrick van Aanholt | Verdediger | Galatasaray    | Turkije          | 1 juli 2024      | n.v.t.       |
| Vlag van Duitsland | Armel Bella-Kotchap | Verdediger | Southampton FC | Engeland         | 1 juli 2024      | n.v.t.       |

## Staf eerste elftal
Technische staf
|                    | Naam          | Functie            | Contract tot |
| ------------------ | ------------- | ------------------ | ------------ |
| Vlag van Nederland | Peter Bosz    | Hoofdtrainer/Coach | 30 juni 2026 |
| Vlag van Nederland | Rob Maas      | Assistent-trainer  |              |
| Vlag van Nederland | Stijn Schaars | Assistent-trainer  |              |
| Vlag van Nederland | Theo Lucius   | Assistent-trainer  |              |
| Vlag van België    | Kevin Begois  | Keeperstrainer     |              |

Begeleidende staf
|                    | Naam                  | Functie            |
| ------------------ | --------------------- | ------------------ |
| Vlag van Nederland | Bas Roorda            | Teammanager        |
| Vlag van Nederland | Mart van den Heuvel   | Spelersbegeleider  |
| Vlag van Nederland | Terry Peters          | Performance coach  |
| Vlag van Engeland  | Jermaine McCubbine    | Fysieke trainer    |
| Vlag van Nederland | Yannick van der Schee | Fysieke trainer    |
| Vlag van Nederland | John Feskens          | Video-analist      |
| Vlag van Nederland | Pier Tensen           | Video-analist      |
| Vlag van Nederland | Nick van der Horst    | Fysiotherapeut     |
| Vlag van Nederland | Rob van Hunnik        | Fysiotherapeut     |
| Vlag van Nederland | Jurgen Nijenhuis      | Fysiotherapeut     |
| Vlag van Nederland | Rob Ouderland         | Fysiotherapeut     |
| Vlag van België    | Eddy Pepels           | Verzorger          |
| Vlag van Nederland | Martijn op den Buijs  | Materiaalverzorger |
| Vlag van Nederland | Adri van Dooren       | Materiaalverzorger |
| Vlag van Nederland | Gust van Montfort     | Medisch manager    |
| Vlag van Nederland | Rob Bogie             | Clubarts           |
| Vlag van Nederland | Wart van Zoest        | Clubarts           |
| Vlag van Nederland | Ruud van Elk          | Sportwetenschapper |

Overige staf
|                           | Naam                       | Functie                |
| ------------------------- | -------------------------- | ---------------------- |
| Vlag van Nederland        | Aloys Wijnker              | Hoofd jeugdafdeling    |
| Vlag van Nederland        | Nick Tol                   | Manager perszaken      |
| Vlag van Verenigde Staten | Earnest Stewart            | Directeur voetbalzaken |
| Vlag van Nederland        | Jan Vennegoor of Hesselink | Manager voetbalzaken   |

## Tenue
| Thuis | Alternatief thuis | Uit | Alternatief Uit | Derde tenue | Alternatief derde tenue |

## Voorbereiding
| 6 juli 2024, 14:30 uur                                                                                    | PSV | 0 – 3 (0 – 1) | RSC Anderlecht                     | Opstelling PSV | Opstelling RSC Anderlecht |  |
| Stadion: PSV Campus De Herdgang, Eindhoven Toeschouwers: 0 (besloten) Scheidsrechter: Sander van der Eijk |     |               | 31' Angulo 47' Vázquez 85' Degreef | Eerste helft: Benítez, Marién, Dams, Obispo, Mauro Júnior, Ledezma, Simons, Til, Van Duiven, De Jong, Bahaty Tweede helft: Drommel, Teze, Van de Blaak, Boscagli, Oppegård, Land, Babadi, Saibari, Lozano, Uneken, De Guzman | Coosemans (Schlieck '61), Sardella (Patris '46), Engwanda (Baouf '61), Leoni (De Cat '61), N’Diaye (Lapage 61), Rits (Decorte '61), Ashimeru (Degreef '46), Stroeykens (Arnstad '61), Angulo (Flips '46), Vázquez (Monticelli '61), Amuzu (Ure '61) |  |
| Stadion: PSV Campus De Herdgang, Eindhoven Toeschouwers: 0 (besloten) Scheidsrechter: Sander van der Eijk |     |               |                                    | Eerste helft: Benítez, Marién, Dams, Obispo, Mauro Júnior, Ledezma, Simons, Til, Van Duiven, De Jong, Bahaty Tweede helft: Drommel, Teze, Van de Blaak, Boscagli, Oppegård, Land, Babadi, Saibari, Lozano, Uneken, De Guzman | Coosemans (Schlieck '61), Sardella (Patris '46), Engwanda (Baouf '61), Leoni (De Cat '61), N’Diaye (Lapage 61), Rits (Decorte '61), Ashimeru (Degreef '46), Stroeykens (Arnstad '61), Angulo (Flips '46), Vázquez (Monticelli '61), Amuzu (Ure '61) |  |
| Stadion: PSV Campus De Herdgang, Eindhoven Toeschouwers: 0 (besloten) Scheidsrechter: Sander van der Eijk |     |               |                                    | Eerste helft: Benítez, Marién, Dams, Obispo, Mauro Júnior, Ledezma, Simons, Til, Van Duiven, De Jong, Bahaty Tweede helft: Drommel, Teze, Van de Blaak, Boscagli, Oppegård, Land, Babadi, Saibari, Lozano, Uneken, De Guzman | Coosemans (Schlieck '61), Sardella (Patris '46), Engwanda (Baouf '61), Leoni (De Cat '61), N’Diaye (Lapage 61), Rits (Decorte '61), Ashimeru (Degreef '46), Stroeykens (Arnstad '61), Angulo (Flips '46), Vázquez (Monticelli '61), Amuzu (Ure '61) |  |
| |     |               |                                    | | |  |

| 13 juli 2024, 13:00 uur                                                                             | PSV         | 1 – 1 (0 – 0) | Club Brugge | Opstelling PSV | Opstelling Club Brugge |  |
| Stadion: PSV Campus De Herdgang, Eindhoven Toeschouwers: 0 (besloten) Scheidsrechter: Dennis Higler | Saibari 57' |               | 48' Nielsen | Van 1e tot 67e minuut: Benítez, Teze, Flamingo, Obispo (Fernandez '62), Mauro Júnior, Til, Boscagli, Saibari, Driouech, De Jong, Lozano Van 68e tot 105e minuut: Drommel, Marién, Bresser, Dams, Oppegård, Bawuah, Land, Babadi, Saibari, Lang (Simons '89), Uneken, Bahaty | Mignolet (Jackers '68), Et Taïbi (Yameogo '68), Spileers (Boyata '68), Mechele (Romero '68), Seys (Wylin '68), Vanaken (Granados '68), Vetlesen (Barberà '68 (Jensen '88)), Nielsen (Liam De Smet '68), Tzolis (Talbi '48 (Bisiwu '92)), Jutglà (Vermant '48), Nusa (Lenn De Smet '48) |  |
| Stadion: PSV Campus De Herdgang, Eindhoven Toeschouwers: 0 (besloten) Scheidsrechter: Dennis Higler |             |               |             | Van 1e tot 67e minuut: Benítez, Teze, Flamingo, Obispo (Fernandez '62), Mauro Júnior, Til, Boscagli, Saibari, Driouech, De Jong, Lozano Van 68e tot 105e minuut: Drommel, Marién, Bresser, Dams, Oppegård, Bawuah, Land, Babadi, Saibari, Lang (Simons '89), Uneken, Bahaty | Mignolet (Jackers '68), Et Taïbi (Yameogo '68), Spileers (Boyata '68), Mechele (Romero '68), Seys (Wylin '68), Vanaken (Granados '68), Vetlesen (Barberà '68 (Jensen '88)), Nielsen (Liam De Smet '68), Tzolis (Talbi '48 (Bisiwu '92)), Jutglà (Vermant '48), Nusa (Lenn De Smet '48) |  |
| Stadion: PSV Campus De Herdgang, Eindhoven Toeschouwers: 0 (besloten) Scheidsrechter: Dennis Higler |             |               |             | Van 1e tot 67e minuut: Benítez, Teze, Flamingo, Obispo (Fernandez '62), Mauro Júnior, Til, Boscagli, Saibari, Driouech, De Jong, Lozano Van 68e tot 105e minuut: Drommel, Marién, Bresser, Dams, Oppegård, Bawuah, Land, Babadi, Saibari, Lang (Simons '89), Uneken, Bahaty | Mignolet (Jackers '68), Et Taïbi (Yameogo '68), Spileers (Boyata '68), Mechele (Romero '68), Seys (Wylin '68), Vanaken (Granados '68), Vetlesen (Barberà '68 (Jensen '88)), Nielsen (Liam De Smet '68), Tzolis (Talbi '48 (Bisiwu '92)), Jutglà (Vermant '48), Nusa (Lenn De Smet '48) |  |
| Bijz.: De speeltijd van deze wedstrijd was 67 en 38 minuten.                                        |             |               |             | | |  |

| 20 juli 2024, 12:00 uur                                                                                                 | SC Paderborn 07 | 1 – 2 (0 – 1) | PSV                 | Opstelling SC Paderborn 07                                                                           | Opstelling PSV |  |
| Stadion: Het trainingscomplex van SC Paderborn 07, Paderborn Toeschouwers: 0 (besloten) Scheidsrechter: Robert Schröder | Klaas 69'       |               | 28' De Jong 54' Til | Boevink, Brackelmann, Castaneda, Bilbija, Kostons, Michel, Götze, Obermair, Scheller, Klaas, Zehnter | Benítez, Teze (De Guzman '65), Flamingo, Boscagli, Mauro Júnior (Van de Blaak '34), Land, Til, Saibari, Lozano, De Jong, Lang (Bawuah '46) |  |
| Stadion: Het trainingscomplex van SC Paderborn 07, Paderborn Toeschouwers: 0 (besloten) Scheidsrechter: Robert Schröder |                 |               |                     | Boevink, Brackelmann, Castaneda, Bilbija, Kostons, Michel, Götze, Obermair, Scheller, Klaas, Zehnter | Benítez, Teze (De Guzman '65), Flamingo, Boscagli, Mauro Júnior (Van de Blaak '34), Land, Til, Saibari, Lozano, De Jong, Lang (Bawuah '46) |  |
| Stadion: Het trainingscomplex van SC Paderborn 07, Paderborn Toeschouwers: 0 (besloten) Scheidsrechter: Robert Schröder |                 |               |                     | Boevink, Brackelmann, Castaneda, Bilbija, Kostons, Michel, Götze, Obermair, Scheller, Klaas, Zehnter | Benítez, Teze (De Guzman '65), Flamingo, Boscagli, Mauro Júnior (Van de Blaak '34), Land, Til, Saibari, Lozano, De Jong, Lang (Bawuah '46) |  |
| Bijz.: De speeltijd van deze wedstrijd was 70 minuten.                                                                  |                 |               |                     | | |  |

| 20 juli 2024, 14:00 uur                                                                                                 | SC Paderborn 07   | 2 – 1 (0 – 1) | PSV          | Opstelling SC Paderborn 07                                                               | Opstelling PSV                                                                                                  |  |
| Stadion: Het trainingscomplex van SC Paderborn 07, Paderborn Toeschouwers: 0 (besloten) Scheidsrechter: Robert Schröder | Grimaldi 52', 60' |               | 28' Driouech | Schubert, Hoffmeier, Curda, Ens, Musliu, Herrmann, Engelns, Baur, Grimaldi, Pledl, Ansah | Drommel, Marién, Bresser, Dams, Oppegård (Van de Blaak '30), Ledezma, Babadi, Tillman, Bakayoko, Pepi, Driouech |  |
| Stadion: Het trainingscomplex van SC Paderborn 07, Paderborn Toeschouwers: 0 (besloten) Scheidsrechter: Robert Schröder |                   |               |              | Schubert, Hoffmeier, Curda, Ens, Musliu, Herrmann, Engelns, Baur, Grimaldi, Pledl, Ansah | Drommel, Marién, Bresser, Dams, Oppegård (Van de Blaak '30), Ledezma, Babadi, Tillman, Bakayoko, Pepi, Driouech |  |
| Stadion: Het trainingscomplex van SC Paderborn 07, Paderborn Toeschouwers: 0 (besloten) Scheidsrechter: Robert Schröder |                   |               |              | Schubert, Hoffmeier, Curda, Ens, Musliu, Herrmann, Engelns, Baur, Grimaldi, Pledl, Ansah | Drommel, Marién, Bresser, Dams, Oppegård (Van de Blaak '30), Ledezma, Babadi, Tillman, Bakayoko, Pepi, Driouech |  |
| Bijz.: De speeltijd van deze wedstrijd was 70 minuten.                                                                  |                   |               |              |                                                                                          | |  |

| 24 juli 2024, 20:00 uur                                                                 | PSV                         | 3 – 2 (1 – 1) | FC Eindhoven                 | Opstelling PSV                                                                                            | Opstelling FC Eindhoven |  |
| Stadion: Philips Stadion, Eindhoven Toeschouwers: 25.000 Scheidsrechter: Robin Hensgens | Pepi 30', 70', 90+2' (pen.) |               | 36' Blummel 58' (pen.) Kökcü | Drommel, Marién, Van de Blaak, Dams, Oppegård, Land, Til, Babadi, Lozano, Pepi, Driouech (Van Duiven '76) | Borgmans (Brondeel '46), Persyn (Verheij '84), Limouri (Kranthove '46), Seedorf, Gil y Muiños (T. Simons '46), Dorenbosch, S. Simons (Garden '79), Van Schuppen (Kökcü '23), Blummel (El Bouchataoui '63), Rottier, Deenen (Erkelens '63) |  |
| Stadion: Philips Stadion, Eindhoven Toeschouwers: 25.000 Scheidsrechter: Robin Hensgens |                             |               |                              | Drommel, Marién, Van de Blaak, Dams, Oppegård, Land, Til, Babadi, Lozano, Pepi, Driouech (Van Duiven '76) | Borgmans (Brondeel '46), Persyn (Verheij '84), Limouri (Kranthove '46), Seedorf, Gil y Muiños (T. Simons '46), Dorenbosch, S. Simons (Garden '79), Van Schuppen (Kökcü '23), Blummel (El Bouchataoui '63), Rottier, Deenen (Erkelens '63) |  |
| Stadion: Philips Stadion, Eindhoven Toeschouwers: 25.000 Scheidsrechter: Robin Hensgens |                             |               |                              | Drommel, Marién, Van de Blaak, Dams, Oppegård, Land, Til, Babadi, Lozano, Pepi, Driouech (Van Duiven '76) | Borgmans (Brondeel '46), Persyn (Verheij '84), Limouri (Kranthove '46), Seedorf, Gil y Muiños (T. Simons '46), Dorenbosch, S. Simons (Garden '79), Van Schuppen (Kökcü '23), Blummel (El Bouchataoui '63), Rottier, Deenen (Erkelens '63) |  |
|                                                                                         |                             |               |                              | | |  |

| 27 juli 2024, 18:00 uur                                                                 | PSV             | 2 – 1 (2 – 1) | Valencia CF | Opstelling PSV | Opstelling Valencia CF |  |
| Stadion: Philips Stadion, Eindhoven Toeschouwers: 30.000 Scheidsrechter: Marc Nagtegaal | Saibari 3', 24' |               | 18' Canós   | Benítez, Teze, Flamingo, Boscagli (Dams '43), Mauro Júnior (Oppegård '8 (Van de Blaak '61)), Schouten (Veerman '46), Tillman, Saibari (Til '61), Bakayoko, De Jong, Lang (Driouech '61) | Dimitrievski, Foulquier (Iranzo '77), Tárrega (Rodrigo '84), Özkacar (Córdoba '77), Vázquez (González '67), Pepelu (Guerra '67), Almeida (Guillamón '46), Tejón (Correia '67), Canós (Otorbi '67), Mir (Calvo '77), Duro (Marí '77) |  |
| Stadion: Philips Stadion, Eindhoven Toeschouwers: 30.000 Scheidsrechter: Marc Nagtegaal |                 |               |             | Benítez, Teze, Flamingo, Boscagli (Dams '43), Mauro Júnior (Oppegård '8 (Van de Blaak '61)), Schouten (Veerman '46), Tillman, Saibari (Til '61), Bakayoko, De Jong, Lang (Driouech '61) | Dimitrievski, Foulquier (Iranzo '77), Tárrega (Rodrigo '84), Özkacar (Córdoba '77), Vázquez (González '67), Pepelu (Guerra '67), Almeida (Guillamón '46), Tejón (Correia '67), Canós (Otorbi '67), Mir (Calvo '77), Duro (Marí '77) |  |
| Stadion: Philips Stadion, Eindhoven Toeschouwers: 30.000 Scheidsrechter: Marc Nagtegaal |                 |               |             | Benítez, Teze, Flamingo, Boscagli (Dams '43), Mauro Júnior (Oppegård '8 (Van de Blaak '61)), Schouten (Veerman '46), Tillman, Saibari (Til '61), Bakayoko, De Jong, Lang (Driouech '61) | Dimitrievski, Foulquier (Iranzo '77), Tárrega (Rodrigo '84), Özkacar (Córdoba '77), Vázquez (González '67), Pepelu (Guerra '67), Almeida (Guillamón '46), Tejón (Correia '67), Canós (Otorbi '67), Mir (Calvo '77), Duro (Marí '77) |  |
|                                                                                         |                 |               |             | | |  |

## Johan Cruijff Schaal
| 4 augustus 2024, 18:00 uur                                                                                               | PSV                                     | 4 – 4 (1 – 2) 2 – 4 pen. | Feyenoord                                                | Opstelling PSV | Opstelling Feyenoord |  |
| Stadion: Philips Stadion, Eindhoven Toeschouwers: 35.000 Scheidsrechter: Jeroen Manschot Video-assistent: Pol van Boekel | Lang 9' De Jong 48', 80' (pen.) Til 65' |                          | 29' (pen.), 54' (pen.) Giménez 33' Nieuwkoop 72' Milambo | Benítez , Teze, Flamingo, Schouten (Dams '81 ), Oppegård, Veerman ( 90+4'), Tillman, Saibari (Til '64), Bakayoko, De Jong (Pepi '90+4), Lang (Driouech '64) | Wellenreuther , Geertruida , Beelen, Hancko, Nieuwkoop (Lingr '69), Zerrouki , Zechiël (Milambo '60), López (Read '77), Stengs, Giménez (Ueda '69 ), Paixão (Ivanušec '77) |  |
| Stadion: Philips Stadion, Eindhoven Toeschouwers: 35.000 Scheidsrechter: Jeroen Manschot Video-assistent: Pol van Boekel | Pen.-serie                              |                          |                                                          | Benítez , Teze, Flamingo, Schouten (Dams '81 ), Oppegård, Veerman ( 90+4'), Tillman, Saibari (Til '64), Bakayoko, De Jong (Pepi '90+4), Lang (Driouech '64) | Wellenreuther , Geertruida , Beelen, Hancko, Nieuwkoop (Lingr '69), Zerrouki , Zechiël (Milambo '60), López (Read '77), Stengs, Giménez (Ueda '69 ), Paixão (Ivanušec '77) |  |
| Stadion: Philips Stadion, Eindhoven Toeschouwers: 35.000 Scheidsrechter: Jeroen Manschot Video-assistent: Pol van Boekel | Pepi Bakayoko Til Tillman               |                          | Geertruida Ueda Hancko Ivanušec                          | Benítez , Teze, Flamingo, Schouten (Dams '81 ), Oppegård, Veerman ( 90+4'), Tillman, Saibari (Til '64), Bakayoko, De Jong (Pepi '90+4), Lang (Driouech '64) | Wellenreuther , Geertruida , Beelen, Hancko, Nieuwkoop (Lingr '69), Zerrouki , Zechiël (Milambo '60), López (Read '77), Stengs, Giménez (Ueda '69 ), Paixão (Ivanušec '77) |  |
| |                                         |                          |                                                          | | |  |

## Eredivisie

### Wedstrijden

#### Augustus
| Speelronde 1: 10 augustus 2024, 21:00 uur                                                                        | PSV                                                  | 5 – 1 (3 – 0) | RKC Waalwijk      | Opstelling PSV | Opstelling RKC Waalwijk |  |
| Stadion: Philips Stadion, Eindhoven Toeschouwers: 34.600 Scheidsrechter: Joey Kooij Video-assistent: Stan Teuben | Bakayoko 9' Schouten 28' Tillman 37' Lozano 72', 79' |               | 77' Van der Venne | Benítez ( 84'), Ledezma (Teze '70), Flamingo, Boscagli ( 69') (Dams '84), Oppegård, Schouten, Tillman, Veerman (Til '70), Bakayoko, De Jong (Pepi '69), Lang (Lozano '69) | Houwen, Lelieveld, Van Eijma, Van den Buijs, Meijers (Familia-Castillo '78), Roemeratoe, Van der Venne (Niemeijer '78), Oukili, Cleonise (Margaret '61), Zawada , Lokesa (Weidmann '61) |  |
| Stadion: Philips Stadion, Eindhoven Toeschouwers: 34.600 Scheidsrechter: Joey Kooij Video-assistent: Stan Teuben |                                                      |               |                   | Benítez ( 84'), Ledezma (Teze '70), Flamingo, Boscagli ( 69') (Dams '84), Oppegård, Schouten, Tillman, Veerman (Til '70), Bakayoko, De Jong (Pepi '69), Lang (Lozano '69) | Houwen, Lelieveld, Van Eijma, Van den Buijs, Meijers (Familia-Castillo '78), Roemeratoe, Van der Venne (Niemeijer '78), Oukili, Cleonise (Margaret '61), Zawada , Lokesa (Weidmann '61) |  |
| Stadion: Philips Stadion, Eindhoven Toeschouwers: 34.600 Scheidsrechter: Joey Kooij Video-assistent: Stan Teuben |                                                      |               |                   | Benítez ( 84'), Ledezma (Teze '70), Flamingo, Boscagli ( 69') (Dams '84), Oppegård, Schouten, Tillman, Veerman (Til '70), Bakayoko, De Jong (Pepi '69), Lang (Lozano '69) | Houwen, Lelieveld, Van Eijma, Van den Buijs, Meijers (Familia-Castillo '78), Roemeratoe, Van der Venne (Niemeijer '78), Oukili, Cleonise (Margaret '61), Zawada , Lokesa (Weidmann '61) |  |
| |                                                      |               |                   | | |  |

| Speelronde 2: 18 augustus 2024, 12:15 uur                                                                                  | Heracles Almelo           | 1 – 3 (1 – 0) | PSV                                        | Opstelling Heracles Almelo | Opstelling PSV |  |
| Stadion: Asito Stadion, Almelo Toeschouwers: 11.354 Scheidsrechter: Martin van den Kerkhof Video-assistent: Danny Makkelie | De Keersmaecker 5' (pen.) |               | 52' (e.d.) Mesík 59' Bakayoko 90' Driouech | De Keijzer, Benita (Sambo '85), Mirani, Mesík , Roosken (Milani '60), Talvitie (Wieckhoff '66), De Keersmaecker , Van Kaam (Bruijn '85), Limbombe, Engels, 't Zand (Scheperman '66) | Benítez, Ledezma (Teze '73), Flamingo, Boscagli, Oppegård (Dams '66), Schouten, Tillman (Til '46), Veerman, Bakayoko (Lozano '69), De Jong , Lang (Driouech '73) |  |
| Stadion: Asito Stadion, Almelo Toeschouwers: 11.354 Scheidsrechter: Martin van den Kerkhof Video-assistent: Danny Makkelie |                           |               |                                            | De Keijzer, Benita (Sambo '85), Mirani, Mesík , Roosken (Milani '60), Talvitie (Wieckhoff '66), De Keersmaecker , Van Kaam (Bruijn '85), Limbombe, Engels, 't Zand (Scheperman '66) | Benítez, Ledezma (Teze '73), Flamingo, Boscagli, Oppegård (Dams '66), Schouten, Tillman (Til '46), Veerman, Bakayoko (Lozano '69), De Jong , Lang (Driouech '73) |  |
| Stadion: Asito Stadion, Almelo Toeschouwers: 11.354 Scheidsrechter: Martin van den Kerkhof Video-assistent: Danny Makkelie |                           |               |                                            | De Keijzer, Benita (Sambo '85), Mirani, Mesík , Roosken (Milani '60), Talvitie (Wieckhoff '66), De Keersmaecker , Van Kaam (Bruijn '85), Limbombe, Engels, 't Zand (Scheperman '66) | Benítez, Ledezma (Teze '73), Flamingo, Boscagli, Oppegård (Dams '66), Schouten, Tillman (Til '46), Veerman, Bakayoko (Lozano '69), De Jong , Lang (Driouech '73) |  |
| |                           |               |                                            | | |  |

| Speelronde 3: 24 augustus 2024, 20:00 uur                                                                           | Almere City FC | 1 – 7 (0 – 2) | PSV                                                                                | Opstelling Almere City FC | Opstelling PSV |  |
| Stadion: Yanmar Stadion, Almere Toeschouwers: 4.222 Scheidsrechter: Danny Makkelie Video-assistent: Allard Lindhout | Hansen 57'     |               | 10' Til 15' De Jong 65' Driouech 71' Tillman 78' (e.d.) Barbet 83' Lozano 90' Pepi | Bakker, Akujobi, Jacobs, Mamengi (Nalić '75), Zagaritis, Ritmeester van de Kamp, Balboa (Barbet '75), Resink , Delaurier-Chaubet (Poku '65), Hansen, Mattoir (Puriel '65) | Benítez, Ledezma (Bresser '89), Flamingo, Boscagli ( 73'), Oppegård (Dams '73), Til , Tillman, Veerman, Lozano, De Jong (Pepi '73), Lang (Driouech '61) |  |
| Stadion: Yanmar Stadion, Almere Toeschouwers: 4.222 Scheidsrechter: Danny Makkelie Video-assistent: Allard Lindhout |                |               |                                                                                    | Bakker, Akujobi, Jacobs, Mamengi (Nalić '75), Zagaritis, Ritmeester van de Kamp, Balboa (Barbet '75), Resink , Delaurier-Chaubet (Poku '65), Hansen, Mattoir (Puriel '65) | Benítez, Ledezma (Bresser '89), Flamingo, Boscagli ( 73'), Oppegård (Dams '73), Til , Tillman, Veerman, Lozano, De Jong (Pepi '73), Lang (Driouech '61) |  |
| Stadion: Yanmar Stadion, Almere Toeschouwers: 4.222 Scheidsrechter: Danny Makkelie Video-assistent: Allard Lindhout |                |               |                                                                                    | Bakker, Akujobi, Jacobs, Mamengi (Nalić '75), Zagaritis, Ritmeester van de Kamp, Balboa (Barbet '75), Resink , Delaurier-Chaubet (Poku '65), Hansen, Mattoir (Puriel '65) | Benítez, Ledezma (Bresser '89), Flamingo, Boscagli ( 73'), Oppegård (Dams '73), Til , Tillman, Veerman, Lozano, De Jong (Pepi '73), Lang (Driouech '61) |  |
| |                |               |                                                                                    | | |  |

#### September
| Speelronde 4: 1 september 2024, 16:45 uur                                                                             | PSV                            | 3 – 0 (2 – 0) | Go Ahead Eagles | Opstelling PSV | Opstelling Go Ahead Eagles |  |
| Stadion: Philips Stadion, Eindhoven Toeschouwers: 34.100 Scheidsrechter: Bas Nijhuis Video-assistent: Jeroen Manschot | Til 11' Lozano 27' Veerman 63' |               |                 | Benítez, Ledezma, Flamingo, Boscagli ( 35'), Dams, Til (Babadi '86), Veerman (Schouten '65), Tillman (Land '86), Bakayoko (Driouech '65), De Jong (Pepi '35), Lozano | Plogmann, Deijl , Llansana, Nauber , Kramer , James (Adelgaard '74), Antman (Weijenberg '82), Suray (Adekanye '65), Twigt (Edvardsen '65), Breum, Stokkers (Linthorst '65) |  |
| Stadion: Philips Stadion, Eindhoven Toeschouwers: 34.100 Scheidsrechter: Bas Nijhuis Video-assistent: Jeroen Manschot |                                |               |                 | Benítez, Ledezma, Flamingo, Boscagli ( 35'), Dams, Til (Babadi '86), Veerman (Schouten '65), Tillman (Land '86), Bakayoko (Driouech '65), De Jong (Pepi '35), Lozano | Plogmann, Deijl , Llansana, Nauber , Kramer , James (Adelgaard '74), Antman (Weijenberg '82), Suray (Adekanye '65), Twigt (Edvardsen '65), Breum, Stokkers (Linthorst '65) |  |
| Stadion: Philips Stadion, Eindhoven Toeschouwers: 34.100 Scheidsrechter: Bas Nijhuis Video-assistent: Jeroen Manschot |                                |               |                 | Benítez, Ledezma, Flamingo, Boscagli ( 35'), Dams, Til (Babadi '86), Veerman (Schouten '65), Tillman (Land '86), Bakayoko (Driouech '65), De Jong (Pepi '35), Lozano | Plogmann, Deijl , Llansana, Nauber , Kramer , James (Adelgaard '74), Antman (Weijenberg '82), Suray (Adekanye '65), Twigt (Edvardsen '65), Breum, Stokkers (Linthorst '65) |  |
| |                                |               |                 | | |  |

| Speelronde 5: 14 september 2024, 16:30 uur                                                                       | PSV                        | 2 – 0 (2 – 0) | N.E.C. | Opstelling PSV | Opstelling N.E.C. |  |
| Stadion: Philips Stadion, Eindhoven Toeschouwers: 34.100 Scheidsrechter: Dennis Higler Video-assistent: Alex Bos | De Jong 11' (pen.) Til 16' |               |        | Benítez, Ledezma, Flamingo (Nagalo '86), Boscagli ( 67'), Dams, Schouten (Saibari '67), Til (Land '87), Veerman, Bakayoko, De Jong (Pepi '67), Tillman (Driouech '67) | Van Gassel, Ouwejan (Lyratzis '76), Pereira, Sandler (Márquez '59), Nuytinck , Verdonk, Proper , González (Ouaissa '60), Sano '9, Önal (Hansen '60), Ogawa (Hoedemakers '13) |  |
| Stadion: Philips Stadion, Eindhoven Toeschouwers: 34.100 Scheidsrechter: Dennis Higler Video-assistent: Alex Bos |                            |               |        | Benítez, Ledezma, Flamingo (Nagalo '86), Boscagli ( 67'), Dams, Schouten (Saibari '67), Til (Land '87), Veerman, Bakayoko, De Jong (Pepi '67), Tillman (Driouech '67) | Van Gassel, Ouwejan (Lyratzis '76), Pereira, Sandler (Márquez '59), Nuytinck , Verdonk, Proper , González (Ouaissa '60), Sano '9, Önal (Hansen '60), Ogawa (Hoedemakers '13) |  |
| Stadion: Philips Stadion, Eindhoven Toeschouwers: 34.100 Scheidsrechter: Dennis Higler Video-assistent: Alex Bos |                            |               |        | Benítez, Ledezma, Flamingo (Nagalo '86), Boscagli ( 67'), Dams, Schouten (Saibari '67), Til (Land '87), Veerman, Bakayoko, De Jong (Pepi '67), Tillman (Driouech '67) | Van Gassel, Ouwejan (Lyratzis '76), Pereira, Sandler (Márquez '59), Nuytinck , Verdonk, Proper , González (Ouaissa '60), Sano '9, Önal (Hansen '60), Ogawa (Hoedemakers '13) |  |
| |                            |               |        | | |  |

| Speelronde 6: 22 september 2024, 16:45 uur                                                                                  | Fortuna Sittard | 1 – 3 (1 – 1) | PSV                          | Opstelling Fortuna Sittard | Opstelling PSV |  |
| Stadion: Fortuna Sittard Stadion, Sittard Toeschouwers: 11.386 Scheidsrechter: Allard Lindhout Video-assistent: Bas Nijhuis | Bullaude 32'    |               | 16', 69' Tillman 72' De Jong | Branderhorst, Pinto , Van Ottele, Adewoye , Dahlhaus, Mitrović (Grujcic '77), Fosso (Korkmazyürek '89), Rosier , Halilović (Schenkhuizen '89), Bullaude (Bastien '77), Aïko (Erceg '63 ) | Benítez, Mauro Júnior (Karsdorp '65), Flamingo, Boscagli ( 80'), Dams, Schouten, Til (Lang '65), Veerman (Saibari '46), Bakayoko (Driouech '80), De Jong (Pepi '80), Tillman |  |
| Stadion: Fortuna Sittard Stadion, Sittard Toeschouwers: 11.386 Scheidsrechter: Allard Lindhout Video-assistent: Bas Nijhuis |                 |               |                              | Branderhorst, Pinto , Van Ottele, Adewoye , Dahlhaus, Mitrović (Grujcic '77), Fosso (Korkmazyürek '89), Rosier , Halilović (Schenkhuizen '89), Bullaude (Bastien '77), Aïko (Erceg '63 ) | Benítez, Mauro Júnior (Karsdorp '65), Flamingo, Boscagli ( 80'), Dams, Schouten, Til (Lang '65), Veerman (Saibari '46), Bakayoko (Driouech '80), De Jong (Pepi '80), Tillman |  |
| Stadion: Fortuna Sittard Stadion, Sittard Toeschouwers: 11.386 Scheidsrechter: Allard Lindhout Video-assistent: Bas Nijhuis |                 |               |                              | Branderhorst, Pinto , Van Ottele, Adewoye , Dahlhaus, Mitrović (Grujcic '77), Fosso (Korkmazyürek '89), Rosier , Halilović (Schenkhuizen '89), Bullaude (Bastien '77), Aïko (Erceg '63 ) | Benítez, Mauro Júnior (Karsdorp '65), Flamingo, Boscagli ( 80'), Dams, Schouten, Til (Lang '65), Veerman (Saibari '46), Bakayoko (Driouech '80), De Jong (Pepi '80), Tillman |  |
| |                 |               |                              | | |  |

| Speelronde 7: 28 september 2024, 16:30 uur                                                                                       | Willem II | 0 – 2 (0 – 0) | PSV           | Opstelling Willem II | Opstelling PSV |  |
| Stadion: Koning Willem II Stadion, Tilburg Toeschouwers: 13.256 Scheidsrechter: Serdar Gözübüyük Video-assistent: Pol van Boekel |           |               | 49', 64' Pepi | Didillon, Tirpan, Behounek ( 75') (Pivaš '90), St. Jago ( 90'), Doodeman (Fatah '65), Bosch (Kehrer '75), Lambert, Meerveld, Sigurgeirsson (Nizet '90), Vaesen, Sandra | Benítez, Mauro Júnior (Karsdorp '46), Flamingo, Boscagli , Dams , Schouten, Til (Saibari '65), Veerman (Babadi '71), Perišić (Bakayoko '65), Pepi, Tillman (Lang '46) |  |
| Stadion: Koning Willem II Stadion, Tilburg Toeschouwers: 13.256 Scheidsrechter: Serdar Gözübüyük Video-assistent: Pol van Boekel |           |               |               | Didillon, Tirpan, Behounek ( 75') (Pivaš '90), St. Jago ( 90'), Doodeman (Fatah '65), Bosch (Kehrer '75), Lambert, Meerveld, Sigurgeirsson (Nizet '90), Vaesen, Sandra | Benítez, Mauro Júnior (Karsdorp '46), Flamingo, Boscagli , Dams , Schouten, Til (Saibari '65), Veerman (Babadi '71), Perišić (Bakayoko '65), Pepi, Tillman (Lang '46) |  |
| Stadion: Koning Willem II Stadion, Tilburg Toeschouwers: 13.256 Scheidsrechter: Serdar Gözübüyük Video-assistent: Pol van Boekel |           |               |               | Didillon, Tirpan, Behounek ( 75') (Pivaš '90), St. Jago ( 90'), Doodeman (Fatah '65), Bosch (Kehrer '75), Lambert, Meerveld, Sigurgeirsson (Nizet '90), Vaesen, Sandra | Benítez, Mauro Júnior (Karsdorp '46), Flamingo, Boscagli , Dams , Schouten, Til (Saibari '65), Veerman (Babadi '71), Perišić (Bakayoko '65), Pepi, Tillman (Lang '46) |  |
| |           |               |               | | |  |

#### Oktober
| Speelronde 8: 5 oktober 2024, 20:00 uur                                                                                | PSV                                | 2 – 1 (2 – 1) | Sparta Rotterdam | Opstelling PSV | Opstelling Sparta Rotterdam |  |
| Stadion: Philips Stadion, Eindhoven Toeschouwers: 34.000 Scheidsrechter: Danny Makkelie Video-assistent: Rob Dieperink | Verschueren 34' (e.d.) De Jong 37' |               | 10' Lauritsen    | Benítez, Mauro Júnior, Flamingo, Boscagli ( 68'), Dams '49, Ledezma (Karsdorp '83), Til (Nagalo '90+10), Saibari (Obispo '77), Perišić (Bakayoko '46), De Jong (Pepi '68), Tillman (Lang '83) | Olij , Bakari (Reith '82), Meissen, Eerdhuijzen, Van der Kust (Kleijn '82), Neghli (Oufkir '82), Clement (Kitolano '69), Verschueren, Metinho, Lauritsen (Mito '41), Nassoh |  |
| Stadion: Philips Stadion, Eindhoven Toeschouwers: 34.000 Scheidsrechter: Danny Makkelie Video-assistent: Rob Dieperink |                                    |               |                  | Benítez, Mauro Júnior, Flamingo, Boscagli ( 68'), Dams '49, Ledezma (Karsdorp '83), Til (Nagalo '90+10), Saibari (Obispo '77), Perišić (Bakayoko '46), De Jong (Pepi '68), Tillman (Lang '83) | Olij , Bakari (Reith '82), Meissen, Eerdhuijzen, Van der Kust (Kleijn '82), Neghli (Oufkir '82), Clement (Kitolano '69), Verschueren, Metinho, Lauritsen (Mito '41), Nassoh |  |
| Stadion: Philips Stadion, Eindhoven Toeschouwers: 34.000 Scheidsrechter: Danny Makkelie Video-assistent: Rob Dieperink |                                    |               |                  | Benítez, Mauro Júnior, Flamingo, Boscagli ( 68'), Dams '49, Ledezma (Karsdorp '83), Til (Nagalo '90+10), Saibari (Obispo '77), Perišić (Bakayoko '46), De Jong (Pepi '68), Tillman (Lang '83) | Olij , Bakari (Reith '82), Meissen, Eerdhuijzen, Van der Kust (Kleijn '82), Neghli (Oufkir '82), Clement (Kitolano '69), Verschueren, Metinho, Lauritsen (Mito '41), Nassoh |  |
| |                                    |               |                  | | |  |

| Speelronde 9: 19 oktober 2024, 18:45 uur                                                                            | AZ         | 1 – 2 (0 – 2) | PSV                  | Opstelling AZ | Opstelling PSV |  |
| Stadion: AFAS Stadion, Alkmaar Toeschouwers: 18.804 Scheidsrechter: Allard Lindhout Video-assistent: Pol van Boekel | Kasius 90' |               | 15' De Jong 22' Lang | Owusu-Oduro, Maikuma, Penetra ( 73'), Dekker, Møller Wolfe '11, Belić (De Wit '74), Mijnans (Kasius '16), Clasie (Koopmeiners '73), Poku (Buurmeester '73), Parrott (Lahdo '62), Van Bommel | Benítez, Karsdorp, Flamingo, Boscagli ( 78'), Mauro Júnior (Oppegård '63), Schouten (Obispo '46), Til, Saibari (Tillman '63), Bakayoko, De Jong (Pepi '78), Lang (Perišić '46) |  |
| Stadion: AFAS Stadion, Alkmaar Toeschouwers: 18.804 Scheidsrechter: Allard Lindhout Video-assistent: Pol van Boekel |            |               |                      | Owusu-Oduro, Maikuma, Penetra ( 73'), Dekker, Møller Wolfe '11, Belić (De Wit '74), Mijnans (Kasius '16), Clasie (Koopmeiners '73), Poku (Buurmeester '73), Parrott (Lahdo '62), Van Bommel | Benítez, Karsdorp, Flamingo, Boscagli ( 78'), Mauro Júnior (Oppegård '63), Schouten (Obispo '46), Til, Saibari (Tillman '63), Bakayoko, De Jong (Pepi '78), Lang (Perišić '46) |  |
| Stadion: AFAS Stadion, Alkmaar Toeschouwers: 18.804 Scheidsrechter: Allard Lindhout Video-assistent: Pol van Boekel |            |               |                      | Owusu-Oduro, Maikuma, Penetra ( 73'), Dekker, Møller Wolfe '11, Belić (De Wit '74), Mijnans (Kasius '16), Clasie (Koopmeiners '73), Poku (Buurmeester '73), Parrott (Lahdo '62), Van Bommel | Benítez, Karsdorp, Flamingo, Boscagli ( 78'), Mauro Júnior (Oppegård '63), Schouten (Obispo '46), Til, Saibari (Tillman '63), Bakayoko, De Jong (Pepi '78), Lang (Perišić '46) |  |
| |            |               |                      | | |  |

| Speelronde 10: 26 oktober 2024, 18:45 uur                                                                                  | PSV                                                                   | 6 – 0 (2 – 0) | PEC Zwolle | Opstelling PSV | Opstelling PEC Zwolle |  |
| Stadion: Philips Stadion, Eindhoven Toeschouwers: 34.100 Scheidsrechter: Rob Dieperink Video-assistent: Edwin van de Graaf | Pepi 9', 58' Lang 40' Tillman 50' Schendelaar 71' (e.d.) Bakayoko 89' |               |            | Benítez, Karsdorp, Flamingo (De Jong '63 ( 63')), Boscagli (Obispo '63), Dams, Tillman, Til, Saibari (Babadi '63), Perišić (Bakayoko '74), Pepi, Lang (Driouech '63) | Schendelaar, Floranus (Reijnders '57), Aertssen (Krastev '57), Mac Nulty, Van der Haar, Monteiro, El Azzouzi, Namli '44, Van den Berg ( 44'), Mbayo (Thomas '57), Vente (Velanas '72) |  |
| Stadion: Philips Stadion, Eindhoven Toeschouwers: 34.100 Scheidsrechter: Rob Dieperink Video-assistent: Edwin van de Graaf |                                                                       |               |            | Benítez, Karsdorp, Flamingo (De Jong '63 ( 63')), Boscagli (Obispo '63), Dams, Tillman, Til, Saibari (Babadi '63), Perišić (Bakayoko '74), Pepi, Lang (Driouech '63) | Schendelaar, Floranus (Reijnders '57), Aertssen (Krastev '57), Mac Nulty, Van der Haar, Monteiro, El Azzouzi, Namli '44, Van den Berg ( 44'), Mbayo (Thomas '57), Vente (Velanas '72) |  |
| Stadion: Philips Stadion, Eindhoven Toeschouwers: 34.100 Scheidsrechter: Rob Dieperink Video-assistent: Edwin van de Graaf |                                                                       |               |            | Benítez, Karsdorp, Flamingo (De Jong '63 ( 63')), Boscagli (Obispo '63), Dams, Tillman, Til, Saibari (Babadi '63), Perišić (Bakayoko '74), Pepi, Lang (Driouech '63) | Schendelaar, Floranus (Reijnders '57), Aertssen (Krastev '57), Mac Nulty, Van der Haar, Monteiro, El Azzouzi, Namli '44, Van den Berg ( 44'), Mbayo (Thomas '57), Vente (Velanas '72) |  |
| |                                                                       |               |            | | |  |

#### November
| Speelronde 11: 2 november 2024, 18:45 uur                                                                                     | Ajax                                | 3 – 2 (1 – 1) | PSV                     | Opstelling Ajax | Opstelling PSV |  |
| Stadion: Johan Cruijff ArenA, Amsterdam Toeschouwers: 54.831 Scheidsrechter: Serdar Gözübüyük Video-assistent: Pol van Boekel | Klaassen 44' Fitz-Jim 66' Godts 74' |               | 18' De Jong 54' Perišić | Pasveer, Rensch, Šutalo, Baas, Hato, Klaassen (Rugani '85), Henderson , Fitz-Jim (Taylor '71), Traoré (Berghuis '85 ), Brobbey (Weghorst '71), Akpom (Godts '61) | Benítez, Karsdorp , Flamingo (Driouech '89), Boscagli, Dams (Mauro Júnior '46), Tillman, Til (Pepi '81), Saibari, Perišić (Obispo '89), De Jong , Lang (Bakayoko '72) |  |
| Stadion: Johan Cruijff ArenA, Amsterdam Toeschouwers: 54.831 Scheidsrechter: Serdar Gözübüyük Video-assistent: Pol van Boekel |                                     |               |                         | Pasveer, Rensch, Šutalo, Baas, Hato, Klaassen (Rugani '85), Henderson , Fitz-Jim (Taylor '71), Traoré (Berghuis '85 ), Brobbey (Weghorst '71), Akpom (Godts '61) | Benítez, Karsdorp , Flamingo (Driouech '89), Boscagli, Dams (Mauro Júnior '46), Tillman, Til (Pepi '81), Saibari, Perišić (Obispo '89), De Jong , Lang (Bakayoko '72) |  |
| Stadion: Johan Cruijff ArenA, Amsterdam Toeschouwers: 54.831 Scheidsrechter: Serdar Gözübüyük Video-assistent: Pol van Boekel |                                     |               |                         | Pasveer, Rensch, Šutalo, Baas, Hato, Klaassen (Rugani '85), Henderson , Fitz-Jim (Taylor '71), Traoré (Berghuis '85 ), Brobbey (Weghorst '71), Akpom (Godts '61) | Benítez, Karsdorp , Flamingo (Driouech '89), Boscagli, Dams (Mauro Júnior '46), Tillman, Til (Pepi '81), Saibari, Perišić (Obispo '89), De Jong , Lang (Bakayoko '72) |  |
| |                                     |               |                         | | |  |

| Speelronde 12: 9 november 2024, 20:00 uur                                                                                   | NAC Breda | 0 – 3 (0 – 2) | PSV                               | Opstelling NAC Breda | Opstelling PSV |  |
| Stadion: Rat Verlegh Stadion, Breda Toeschouwers: 18.844 Scheidsrechter: Sander van der Eijk Video-assistent: Rob Dieperink |           |               | 21' Pepi 33' Saibari 65' Bakayoko | Bielica, Lucassen , Van den Bergh , Kongolo, Kemper , Balard, Leemans (Janosek '62), Jensen (Staring '81), Paula (Mol '62), Garbett (Kostorz '62), Sauer (Fernandes '81) | Benítez, Karsdorp (Ledezma '83), Flamingo, Boscagli , Dams, Tillman (Babadi '83), Mauro Júnior, Saibari, Bakayoko (Perišić '71), Pepi (De Jong '71 ( 71')), Lang (Driouech '71) |  |
| Stadion: Rat Verlegh Stadion, Breda Toeschouwers: 18.844 Scheidsrechter: Sander van der Eijk Video-assistent: Rob Dieperink |           |               |                                   | Bielica, Lucassen , Van den Bergh , Kongolo, Kemper , Balard, Leemans (Janosek '62), Jensen (Staring '81), Paula (Mol '62), Garbett (Kostorz '62), Sauer (Fernandes '81) | Benítez, Karsdorp (Ledezma '83), Flamingo, Boscagli , Dams, Tillman (Babadi '83), Mauro Júnior, Saibari, Bakayoko (Perišić '71), Pepi (De Jong '71 ( 71')), Lang (Driouech '71) |  |
| Stadion: Rat Verlegh Stadion, Breda Toeschouwers: 18.844 Scheidsrechter: Sander van der Eijk Video-assistent: Rob Dieperink |           |               |                                   | Bielica, Lucassen , Van den Bergh , Kongolo, Kemper , Balard, Leemans (Janosek '62), Jensen (Staring '81), Paula (Mol '62), Garbett (Kostorz '62), Sauer (Fernandes '81) | Benítez, Karsdorp (Ledezma '83), Flamingo, Boscagli , Dams, Tillman (Babadi '83), Mauro Júnior, Saibari, Bakayoko (Perišić '71), Pepi (De Jong '71 ( 71')), Lang (Driouech '71) |  |
| |           |               |                                   | | |  |

| Speelronde 13: 23 november 2024, 21:00 uur                                                                          | PSV                                     | 5 – 0 (2 – 0) | FC Groningen | Opstelling PSV | Opstelling FC Groningen |  |
| Stadion: Philips Stadion, Eindhoven Toeschouwers: 33.200 Scheidsrechter: Joey Kooij Video-assistent: Robin Hensgens | Boscagli 14' Pepi 37', 64', 78' Til 52' |               |              | Benítez, Karsdorp (Ledezma '75), Flamingo, Boscagli , Dams, Saibari (Tillman '62), Mauro Júnior (Land '75), Til, Perišić (Lozano '82), Pepi, Bakayoko (Driouech '75) | Vaessen, Bacuna (Mariani '85), Rente, Blokzijl, Prins, Mendes (Schreuders '60), Resink, Hove, Valente (Willumsson '85), Postema (Pelupessy '68 ( 85')), Van Bergen (Oosting '46) |  |
| Stadion: Philips Stadion, Eindhoven Toeschouwers: 33.200 Scheidsrechter: Joey Kooij Video-assistent: Robin Hensgens |                                         |               |              | Benítez, Karsdorp (Ledezma '75), Flamingo, Boscagli , Dams, Saibari (Tillman '62), Mauro Júnior (Land '75), Til, Perišić (Lozano '82), Pepi, Bakayoko (Driouech '75) | Vaessen, Bacuna (Mariani '85), Rente, Blokzijl, Prins, Mendes (Schreuders '60), Resink, Hove, Valente (Willumsson '85), Postema (Pelupessy '68 ( 85')), Van Bergen (Oosting '46) |  |
| Stadion: Philips Stadion, Eindhoven Toeschouwers: 33.200 Scheidsrechter: Joey Kooij Video-assistent: Robin Hensgens |                                         |               |              | Benítez, Karsdorp (Ledezma '75), Flamingo, Boscagli , Dams, Saibari (Tillman '62), Mauro Júnior (Land '75), Til, Perišić (Lozano '82), Pepi, Bakayoko (Driouech '75) | Vaessen, Bacuna (Mariani '85), Rente, Blokzijl, Prins, Mendes (Schreuders '60), Resink, Hove, Valente (Willumsson '85), Postema (Pelupessy '68 ( 85')), Van Bergen (Oosting '46) |  |
| |                                         |               |              | | |  |

#### December
| Speelronde 14: 1 december 2024, 12:15 uur                                                                               | FC Utrecht                       | 2 – 5 (1 – 1) | PSV                                          | Opstelling FC Utrecht | Opstelling PSV |  |
| Stadion: Stadion Galgenwaard, Utrecht Toeschouwers: 22.479 Scheidsrechter: Danny Makkelie Video-assistent: Clay Ruperti | Descotte 34' (pen.) Horemans 88' |               | 12', 70' Saibari 54', 90+1' Til 74' Bakayoko | Barkas, Horemans, Didden (Van der Hoorn '64), Viergever , El Karouani, Fraulo, Jensen (Toornstra '64), Aaronson , Rodríguez (Booth '46), Descotte (Ohio '64), Cathline (Romeny '81) | Benítez, Ledezma (Perišić '78), Flamingo , Boscagli ( 77') (Obispo '86), Dams, Til , Tillman, Saibari (Veerman '78 ( 86')), Bakayoko (Lozano '78), De Jong '71 (Pepi '77), Lang |  |
| Stadion: Stadion Galgenwaard, Utrecht Toeschouwers: 22.479 Scheidsrechter: Danny Makkelie Video-assistent: Clay Ruperti |                                  |               |                                              | Barkas, Horemans, Didden (Van der Hoorn '64), Viergever , El Karouani, Fraulo, Jensen (Toornstra '64), Aaronson , Rodríguez (Booth '46), Descotte (Ohio '64), Cathline (Romeny '81) | Benítez, Ledezma (Perišić '78), Flamingo , Boscagli ( 77') (Obispo '86), Dams, Til , Tillman, Saibari (Veerman '78 ( 86')), Bakayoko (Lozano '78), De Jong '71 (Pepi '77), Lang |  |
| Stadion: Stadion Galgenwaard, Utrecht Toeschouwers: 22.479 Scheidsrechter: Danny Makkelie Video-assistent: Clay Ruperti |                                  |               |                                              | Barkas, Horemans, Didden (Van der Hoorn '64), Viergever , El Karouani, Fraulo, Jensen (Toornstra '64), Aaronson , Rodríguez (Booth '46), Descotte (Ohio '64), Cathline (Romeny '81) | Benítez, Ledezma (Perišić '78), Flamingo , Boscagli ( 77') (Obispo '86), Dams, Til , Tillman, Saibari (Veerman '78 ( 86')), Bakayoko (Lozano '78), De Jong '71 (Pepi '77), Lang |  |
| |                                  |               |                                              | | |  |

| Speelronde 15: 6 december 2024, 20:00 uur                                                                                    | PSV                                                          | 6 – 1 (3 – 1) | FC Twente  | Opstelling PSV | Opstelling FC Twente |  |
| Stadion: Philips Stadion, Eindhoven Toeschouwers: 35.000 Scheidsrechter: Sander van der Eijk Video-assistent: Pol van Boekel | Lang 20' Tillman 34' Saibari 45+2', 54' Ledezma 63' Pepi 85' |               | 10' Steijn | Benítez, Ledezma, Flamingo, Boscagli , Dams (Veerman '46), Saibari (Til '71), Mauro Júnior (Oppegård '71), Tillman, Bakayoko (Lozano '65), Pepi, Lang (Perišić '65) | Tytoń, Van Rooij, Hilgers (Lagerbielke '59), Bruns , Salah-Eddine (Kuipers '78), Van Bergen (Ltaief '59), Regeer ( 78'), Steijn, Sadílek (Eiting '78), Lammers, Vlap (D. Rots '59) |  |
| Stadion: Philips Stadion, Eindhoven Toeschouwers: 35.000 Scheidsrechter: Sander van der Eijk Video-assistent: Pol van Boekel |                                                              |               |            | Benítez, Ledezma, Flamingo, Boscagli , Dams (Veerman '46), Saibari (Til '71), Mauro Júnior (Oppegård '71), Tillman, Bakayoko (Lozano '65), Pepi, Lang (Perišić '65) | Tytoń, Van Rooij, Hilgers (Lagerbielke '59), Bruns , Salah-Eddine (Kuipers '78), Van Bergen (Ltaief '59), Regeer ( 78'), Steijn, Sadílek (Eiting '78), Lammers, Vlap (D. Rots '59) |  |
| Stadion: Philips Stadion, Eindhoven Toeschouwers: 35.000 Scheidsrechter: Sander van der Eijk Video-assistent: Pol van Boekel |                                                              |               |            | Benítez, Ledezma, Flamingo, Boscagli , Dams (Veerman '46), Saibari (Til '71), Mauro Júnior (Oppegård '71), Tillman, Bakayoko (Lozano '65), Pepi, Lang (Perišić '65) | Tytoń, Van Rooij, Hilgers (Lagerbielke '59), Bruns , Salah-Eddine (Kuipers '78), Van Bergen (Ltaief '59), Regeer ( 78'), Steijn, Sadílek (Eiting '78), Lammers, Vlap (D. Rots '59) |  |
| |                                                              |               |            | | |  |

| Speelronde 16: 14 december 2024, 18:45 uur                                                                                 | sc Heerenveen  | 1 – 0 (0 – 0) | PSV | Opstelling sc Heerenveen | Opstelling PSV |  |
| Stadion: Abe Lenstra Stadion, Heerenveen Toeschouwers: 24.680 Scheidsrechter: Bas Nijhuis Video-assistent: Richard Martens | Nicolaescu 73' |               |     | Van der Hart, Hall (Ali '74), Kersten, Hopland, Braude, Jahanbakhsh, Van Ee, Smans (Olsson '80), Brouwers , Sebaoui (Nunnely '80), Rallis (Nicolaescu '70) | Benítez, Karsdorp, Flamingo, Boscagli, Mauro Júnior, Veerman (Schouten '68), Til (Pepi '67), Saibari (Lang '46), Perišić (Lozano '75), De Jong, Tillman |  |
| Stadion: Abe Lenstra Stadion, Heerenveen Toeschouwers: 24.680 Scheidsrechter: Bas Nijhuis Video-assistent: Richard Martens |                |               |     | Van der Hart, Hall (Ali '74), Kersten, Hopland, Braude, Jahanbakhsh, Van Ee, Smans (Olsson '80), Brouwers , Sebaoui (Nunnely '80), Rallis (Nicolaescu '70) | Benítez, Karsdorp, Flamingo, Boscagli, Mauro Júnior, Veerman (Schouten '68), Til (Pepi '67), Saibari (Lang '46), Perišić (Lozano '75), De Jong, Tillman |  |
| Stadion: Abe Lenstra Stadion, Heerenveen Toeschouwers: 24.680 Scheidsrechter: Bas Nijhuis Video-assistent: Richard Martens |                |               |     | Van der Hart, Hall (Ali '74), Kersten, Hopland, Braude, Jahanbakhsh, Van Ee, Smans (Olsson '80), Brouwers , Sebaoui (Nunnely '80), Rallis (Nicolaescu '70) | Benítez, Karsdorp, Flamingo, Boscagli, Mauro Júnior, Veerman (Schouten '68), Til (Pepi '67), Saibari (Lang '46), Perišić (Lozano '75), De Jong, Tillman |  |
| |                |               |     | | |  |

| Speelronde 17: 22 december 2024, 14:30 uur                                                                                | PSV                              | 3 – 0 (2 – 0) | Feyenoord | Opstelling PSV | Opstelling Feyenoord |  |
| Stadion: Philips Stadion, Eindhoven Toeschouwers: 35.200 Scheidsrechter: Serdar Gözübüyük Video-assistent: Pol van Boekel | Lang 19' De Jong 27' Tillman 63' |               |           | Benítez, Ledezma (Oppegård '90+1), Flamingo, Boscagli, Mauro Júnior (Dams '83), Schouten (Veerman '75), Tillman, Saibari (Til '75), Perišić (Lozano '90), De Jong , Lang | Bijlow, Nieuwkoop (Read '70), Trauner (Beelen '80), Hancko, Bueno, Zerrouki (Osman '65), Milambo (Zechiël '80), Timber , Hadj Moussa (Stengs '65), Giménez, Paixão |  |
| Stadion: Philips Stadion, Eindhoven Toeschouwers: 35.200 Scheidsrechter: Serdar Gözübüyük Video-assistent: Pol van Boekel |                                  |               |           | Benítez, Ledezma (Oppegård '90+1), Flamingo, Boscagli, Mauro Júnior (Dams '83), Schouten (Veerman '75), Tillman, Saibari (Til '75), Perišić (Lozano '90), De Jong , Lang | Bijlow, Nieuwkoop (Read '70), Trauner (Beelen '80), Hancko, Bueno, Zerrouki (Osman '65), Milambo (Zechiël '80), Timber , Hadj Moussa (Stengs '65), Giménez, Paixão |  |
| Stadion: Philips Stadion, Eindhoven Toeschouwers: 35.200 Scheidsrechter: Serdar Gözübüyük Video-assistent: Pol van Boekel |                                  |               |           | Benítez, Ledezma (Oppegård '90+1), Flamingo, Boscagli, Mauro Júnior (Dams '83), Schouten (Veerman '75), Tillman, Saibari (Til '75), Perišić (Lozano '90), De Jong , Lang | Bijlow, Nieuwkoop (Read '70), Trauner (Beelen '80), Hancko, Bueno, Zerrouki (Osman '65), Milambo (Zechiël '80), Timber , Hadj Moussa (Stengs '65), Giménez, Paixão |  |
| |                                  |               |           | | |  |

- De competitie ligt gedurende tussen deze periode stil vanwege de winterstop.

#### Januari
| Speelronde 18: 11 januari 2025, 21:00 uur                                                                              | PSV                     | 2 – 2 (0 – 1) | AZ                     | Opstelling PSV | Opstelling AZ |  |
| Stadion: Philips Stadion, Eindhoven Toeschouwers: 34.800 Scheidsrechter: Danny Makkelie Video-assistent: Rob Dieperink | De Jong 68', 85' (pen.) |               | 41' Lahdo 74' Meerdink | Benítez, Ledezma, Flamingo, Boscagli (Pepi '81), Mauro Júnior, Schouten, Tillman (Til '67), Saibari (Veerman '67), Perišić (Bakayoko '67), De Jong , Lang | Owusu-Oduro, Maikuma, Goes, Penetra, Møller Wolfe , Clasie , Koopmeiners, Mijnans (Buurmeester '83), Poku (Kasius '73), Parrott (Meerdink '73), Lahdo (Van Bommel '56) |  |
| Stadion: Philips Stadion, Eindhoven Toeschouwers: 34.800 Scheidsrechter: Danny Makkelie Video-assistent: Rob Dieperink |                         |               |                        | Benítez, Ledezma, Flamingo, Boscagli (Pepi '81), Mauro Júnior, Schouten, Tillman (Til '67), Saibari (Veerman '67), Perišić (Bakayoko '67), De Jong , Lang | Owusu-Oduro, Maikuma, Goes, Penetra, Møller Wolfe , Clasie , Koopmeiners, Mijnans (Buurmeester '83), Poku (Kasius '73), Parrott (Meerdink '73), Lahdo (Van Bommel '56) |  |
| Stadion: Philips Stadion, Eindhoven Toeschouwers: 34.800 Scheidsrechter: Danny Makkelie Video-assistent: Rob Dieperink |                         |               |                        | Benítez, Ledezma, Flamingo, Boscagli (Pepi '81), Mauro Júnior, Schouten, Tillman (Til '67), Saibari (Veerman '67), Perišić (Bakayoko '67), De Jong , Lang | Owusu-Oduro, Maikuma, Goes, Penetra, Møller Wolfe , Clasie , Koopmeiners, Mijnans (Buurmeester '83), Poku (Kasius '73), Parrott (Meerdink '73), Lahdo (Van Bommel '56) |  |
| |                         |               |                        | | |  |

| Speelronde 19: 18 januari 2025, 16:30 uur                                                                            | PEC Zwolle                  | 3 – 1 (2 – 1) | PSV          | Opstelling PEC Zwolle | Opstelling PSV |  |
| Stadion: MAC³PARK stadion, Zwolle Toeschouwers: 13.793 Scheidsrechter: Jeroen Manschot Video-assistent: Clay Ruperti | Krastev 2', 38' Vente 90+4' |               | 25' Bakayoko | Hauptmeijer, Reijnders, Graves , Mac Nulty, Van der Haar, Monteiro (Aertssen '87), El Azzouzi (Fichtinger '78), Krastev, Van den Berg , Vente, Mbayo (Velanas '90) | Benítez, Ledezma (Bajraktarević '86), Flamingo, Boscagli (Lang '64), Mauro Júnior, Schouten, Til, Veerman (Saibari '64), Bakayoko (Pepi '64), De Jong , Perišić |  |
| Stadion: MAC³PARK stadion, Zwolle Toeschouwers: 13.793 Scheidsrechter: Jeroen Manschot Video-assistent: Clay Ruperti |                             |               |              | Hauptmeijer, Reijnders, Graves , Mac Nulty, Van der Haar, Monteiro (Aertssen '87), El Azzouzi (Fichtinger '78), Krastev, Van den Berg , Vente, Mbayo (Velanas '90) | Benítez, Ledezma (Bajraktarević '86), Flamingo, Boscagli (Lang '64), Mauro Júnior, Schouten, Til, Veerman (Saibari '64), Bakayoko (Pepi '64), De Jong , Perišić |  |
| Stadion: MAC³PARK stadion, Zwolle Toeschouwers: 13.793 Scheidsrechter: Jeroen Manschot Video-assistent: Clay Ruperti |                             |               |              | Hauptmeijer, Reijnders, Graves , Mac Nulty, Van der Haar, Monteiro (Aertssen '87), El Azzouzi (Fichtinger '78), Krastev, Van den Berg , Vente, Mbayo (Velanas '90) | Benítez, Ledezma (Bajraktarević '86), Flamingo, Boscagli (Lang '64), Mauro Júnior, Schouten, Til, Veerman (Saibari '64), Bakayoko (Pepi '64), De Jong , Perišić |  |
| |                             |               |              | | |  |

| Speelronde 20: 25 januari 2025, 18:45 uur                                                                              | PSV                       | 3 – 2 (2 – 1) | NAC Breda               | Opstelling PSV | Opstelling NAC Breda |  |
| Stadion: Philips Stadion, Eindhoven Toeschouwers: 35.150 Scheidsrechter: Dennis Higler Video-assistent: Ingmar Oostrom | Til 35', 45+1' Pepi 90+4' |               | 26' Sauer 90+6' Kostorz | Benítez, Ledezma, Flamingo, Boscagli (Obispo '79), Mauro Júnior, Schouten, Til (Saibari '69), Veerman ( 79'), Bakayoko (Bajraktarević '79), De Jong (Pepi '79), Perišić | Bielica, Busi, Greiml, Van den Bergh , Kemper , Sauer (Paula '78), Balard, Janosek, Kaied (Fernandes '55), Van Hooijdonk, Ómarsson (Kostorz '87) |  |
| Stadion: Philips Stadion, Eindhoven Toeschouwers: 35.150 Scheidsrechter: Dennis Higler Video-assistent: Ingmar Oostrom |                           |               |                         | Benítez, Ledezma, Flamingo, Boscagli (Obispo '79), Mauro Júnior, Schouten, Til (Saibari '69), Veerman ( 79'), Bakayoko (Bajraktarević '79), De Jong (Pepi '79), Perišić | Bielica, Busi, Greiml, Van den Bergh , Kemper , Sauer (Paula '78), Balard, Janosek, Kaied (Fernandes '55), Van Hooijdonk, Ómarsson (Kostorz '87) |  |
| Stadion: Philips Stadion, Eindhoven Toeschouwers: 35.150 Scheidsrechter: Dennis Higler Video-assistent: Ingmar Oostrom |                           |               |                         | Benítez, Ledezma, Flamingo, Boscagli (Obispo '79), Mauro Júnior, Schouten, Til (Saibari '69), Veerman ( 79'), Bakayoko (Bajraktarević '79), De Jong (Pepi '79), Perišić | Bielica, Busi, Greiml, Van den Bergh , Kemper , Sauer (Paula '78), Balard, Janosek, Kaied (Fernandes '55), Van Hooijdonk, Ómarsson (Kostorz '87) |  |
| |                           |               |                         | | |  |

#### Februari
| Speelronde 21: 1 februari 2025, 21:00 uur                                                                               | N.E.C.                                | 3 – 3 (0 – 0) | PSV                                  | Opstelling N.E.C. | Opstelling PSV |  |
| Stadion: Goffertstadion, Nijmegen Toeschouwers: 12.650 Scheidsrechter: Serdar Gözübüyük Video-assistent: Robin Hensgens | Ouaissa 66' Shiogai 90' Linssen 90+5' |               | 52' De Jong 73' Saibari 76' Bakayoko | Roefs, Pereira, Márquez, Sandler, Verdonk, Ouaissa (Shiogai '84), Proper , Van Crooij, Hoedemakers (Nuytinck '90+1), Hansen (Önal '65), Ogawa (Linssen '65) | Benítez, Ledezma (Karsdorp '81), Flamingo, Obispo, Mauro Júnior, Schouten, Saibari (Til '77), Veerman ( 90'), Bakayoko (Driouech '78), De Jong (Bajraktarević '90), Perišić |  |
| Stadion: Goffertstadion, Nijmegen Toeschouwers: 12.650 Scheidsrechter: Serdar Gözübüyük Video-assistent: Robin Hensgens |                                       |               |                                      | Roefs, Pereira, Márquez, Sandler, Verdonk, Ouaissa (Shiogai '84), Proper , Van Crooij, Hoedemakers (Nuytinck '90+1), Hansen (Önal '65), Ogawa (Linssen '65) | Benítez, Ledezma (Karsdorp '81), Flamingo, Obispo, Mauro Júnior, Schouten, Saibari (Til '77), Veerman ( 90'), Bakayoko (Driouech '78), De Jong (Bajraktarević '90), Perišić |  |
| Stadion: Goffertstadion, Nijmegen Toeschouwers: 12.650 Scheidsrechter: Serdar Gözübüyük Video-assistent: Robin Hensgens |                                       |               |                                      | Roefs, Pereira, Márquez, Sandler, Verdonk, Ouaissa (Shiogai '84), Proper , Van Crooij, Hoedemakers (Nuytinck '90+1), Hansen (Önal '65), Ogawa (Linssen '65) | Benítez, Ledezma (Karsdorp '81), Flamingo, Obispo, Mauro Júnior, Schouten, Saibari (Til '77), Veerman ( 90'), Bakayoko (Driouech '78), De Jong (Bajraktarević '90), Perišić |  |
| |                                       |               |                                      | | |  |

| Speelronde 22: 8 februari 2025, 18:45 uur                                                                               | PSV      | 1 – 1 (0 – 0) | Willem II  | Opstelling PSV | Opstelling Willem II |  |
| Stadion: Philips Stadion, Eindhoven Toeschouwers: 34.200 Scheidsrechter: Allard Lindhout Video-assistent: Dennis Higler | Lang 62' |               | 83' Tirpan | Benítez, Karsdorp (Mauro Júnior '46), Nagalo (Flamingo '61), Obispo, Malacia (Kuhn '78), Schouten (Saibari '61), Til, Veerman, Bakayoko (Perišić '61), De Jong , Lang | Didillon, Tirpan , Behounek, Schouten , St. Jago, Sandra (Doodeman '88), Bosch (Kaygin '82), Lambert, Meerveld, Vaesen, Fatah (Joosten '67) |  |
| Stadion: Philips Stadion, Eindhoven Toeschouwers: 34.200 Scheidsrechter: Allard Lindhout Video-assistent: Dennis Higler |          |               |            | Benítez, Karsdorp (Mauro Júnior '46), Nagalo (Flamingo '61), Obispo, Malacia (Kuhn '78), Schouten (Saibari '61), Til, Veerman, Bakayoko (Perišić '61), De Jong , Lang | Didillon, Tirpan , Behounek, Schouten , St. Jago, Sandra (Doodeman '88), Bosch (Kaygin '82), Lambert, Meerveld, Vaesen, Fatah (Joosten '67) |  |
| Stadion: Philips Stadion, Eindhoven Toeschouwers: 34.200 Scheidsrechter: Allard Lindhout Video-assistent: Dennis Higler |          |               |            | Benítez, Karsdorp (Mauro Júnior '46), Nagalo (Flamingo '61), Obispo, Malacia (Kuhn '78), Schouten (Saibari '61), Til, Veerman, Bakayoko (Perišić '61), De Jong , Lang | Didillon, Tirpan , Behounek, Schouten , St. Jago, Sandra (Doodeman '88), Bosch (Kaygin '82), Lambert, Meerveld, Vaesen, Fatah (Joosten '67) |  |
| |          |               |            | | |  |

| Speelronde 23: 15 februari 2025, 16:30 uur                                                                                | PSV                     | 2 – 2 (1 – 1) | FC Utrecht                     | Opstelling PSV | Opstelling FC Utrecht |  |
| Stadion: Philips Stadion, Eindhoven Toeschouwers: 34.600 Scheidsrechter: Serdar Gözübüyük Video-assistent: Pol van Boekel | Obispo 11' Babadi 90+2' |               | 16' Van der Hoorn 75' Aaronson | Benítez, Ledezma, Flamingo, Obispo (Nagalo '46), Mauro Júnior, Schouten (Babadi '74), Til (Saibari '63), Veerman , Bakayoko (Lang '63), De Jong , Perišić | Barkas, Horemans, Van der Hoorn, Viergever , El Karouani, Fraulo, Toornstra (Jonathans '79), Iqbal (Engwanda '81), Aaronson , Haller, Min (Ohio '80) |  |
| Stadion: Philips Stadion, Eindhoven Toeschouwers: 34.600 Scheidsrechter: Serdar Gözübüyük Video-assistent: Pol van Boekel |                         |               |                                | Benítez, Ledezma, Flamingo, Obispo (Nagalo '46), Mauro Júnior, Schouten (Babadi '74), Til (Saibari '63), Veerman , Bakayoko (Lang '63), De Jong , Perišić | Barkas, Horemans, Van der Hoorn, Viergever , El Karouani, Fraulo, Toornstra (Jonathans '79), Iqbal (Engwanda '81), Aaronson , Haller, Min (Ohio '80) |  |
| Stadion: Philips Stadion, Eindhoven Toeschouwers: 34.600 Scheidsrechter: Serdar Gözübüyük Video-assistent: Pol van Boekel |                         |               |                                | Benítez, Ledezma, Flamingo, Obispo (Nagalo '46), Mauro Júnior, Schouten (Babadi '74), Til (Saibari '63), Veerman , Bakayoko (Lang '63), De Jong , Perišić | Barkas, Horemans, Van der Hoorn, Viergever , El Karouani, Fraulo, Toornstra (Jonathans '79), Iqbal (Engwanda '81), Aaronson , Haller, Min (Ohio '80) |  |
| |                         |               |                                | | |  |

#### Maart
| Speelronde 24: 1 maart 2025, 18:45 uur                                                                              | Go Ahead Eagles               | 3 – 2 (1 – 2) | PSV                  | Opstelling Go Ahead Eagles | Opstelling PSV |  |
| Stadion: De Adelaarshorst, Deventer Toeschouwers: 9.997 Scheidsrechter: Pol van Boekel Video-assistent: Stan Teuben | Antman 23', 87' Edvardsen 74' |               | 30' De Jong 34' Lang | De Busser, Adelgaard , Deijl , Kramer, James, Antman, Llansana, Edvardsen (Weijenberg '90+1), Linthorst (Twigt '63), Suray (Pettersson '63), Smit | Benítez, Ledezma, Flamingo, Boscagli (Pérez '90+3), Malacia , Schouten, Til (Veerman '73), Saibari, Bakayoko (Driouech '90+3), De Jong , Lang (Perišić '73) |  |
| Stadion: De Adelaarshorst, Deventer Toeschouwers: 9.997 Scheidsrechter: Pol van Boekel Video-assistent: Stan Teuben |                               |               |                      | De Busser, Adelgaard , Deijl , Kramer, James, Antman, Llansana, Edvardsen (Weijenberg '90+1), Linthorst (Twigt '63), Suray (Pettersson '63), Smit | Benítez, Ledezma, Flamingo, Boscagli (Pérez '90+3), Malacia , Schouten, Til (Veerman '73), Saibari, Bakayoko (Driouech '90+3), De Jong , Lang (Perišić '73) |  |
| Stadion: De Adelaarshorst, Deventer Toeschouwers: 9.997 Scheidsrechter: Pol van Boekel Video-assistent: Stan Teuben |                               |               |                      | De Busser, Adelgaard , Deijl , Kramer, James, Antman, Llansana, Edvardsen (Weijenberg '90+1), Linthorst (Twigt '63), Suray (Pettersson '63), Smit | Benítez, Ledezma, Flamingo, Boscagli (Pérez '90+3), Malacia , Schouten, Til (Veerman '73), Saibari, Bakayoko (Driouech '90+3), De Jong , Lang (Perišić '73) |  |
| |                               |               |                      | | |  |

| Speelronde 25: 8 maart 2025, 20:00 uur                                                                                 | PSV                 | 2 – 1 (1 – 0) | sc Heerenveen | Opstelling PSV | Opstelling sc Heerenveen |  |
| Stadion: Philips Stadion, Eindhoven Toeschouwers: 33.800 Scheidsrechter: Danny Makkelie Video-assistent: Rob Dieperink | Saibari 40' Til 57' |               | 72' Smans     | Benítez, Ledezma (Dest '68), Flamingo, Boscagli (Obispo '90), Mauro Júnior (Malacia '90), Schouten, Til, Saibari, Perišić , De Jong , Lang (Bakayoko '68) | Noppert, Braude, Kersten, Hopland (Gürbüz '80), Köhlert , Smans (Condé '80), Van Ee, Linday, Jahanbakhsh , Luković (Nicolaescu '63), Sebaoui (Nunnely '89) |  |
| Stadion: Philips Stadion, Eindhoven Toeschouwers: 33.800 Scheidsrechter: Danny Makkelie Video-assistent: Rob Dieperink |                     |               |               | Benítez, Ledezma (Dest '68), Flamingo, Boscagli (Obispo '90), Mauro Júnior (Malacia '90), Schouten, Til, Saibari, Perišić , De Jong , Lang (Bakayoko '68) | Noppert, Braude, Kersten, Hopland (Gürbüz '80), Köhlert , Smans (Condé '80), Van Ee, Linday, Jahanbakhsh , Luković (Nicolaescu '63), Sebaoui (Nunnely '89) |  |
| Stadion: Philips Stadion, Eindhoven Toeschouwers: 33.800 Scheidsrechter: Danny Makkelie Video-assistent: Rob Dieperink |                     |               |               | Benítez, Ledezma (Dest '68), Flamingo, Boscagli (Obispo '90), Mauro Júnior (Malacia '90), Schouten, Til, Saibari, Perišić , De Jong , Lang (Bakayoko '68) | Noppert, Braude, Kersten, Hopland (Gürbüz '80), Köhlert , Smans (Condé '80), Van Ee, Linday, Jahanbakhsh , Luković (Nicolaescu '63), Sebaoui (Nunnely '89) |  |
| |                     |               |               | | |  |

| Speelronde 26: 15 maart 2025, 20:00 uur                                                                                    | RKC Waalwijk | 0 – 3 (0 – 2) | PSV                             | Opstelling RKC Waalwijk | Opstelling PSV |  |
| Stadion: Mandemakers Stadion, Waalwijk Toeschouwers: 7.508 Scheidsrechter: Jeroen Manschot Video-assistent: Marc Nagtegaal |              |               | 4' Perišić 39' Lang 53' De Jong | Houwen, Lelieveld, Al Mazyani, El Yaakoubi, Van Gelderen (Van Eijma '76), Familia-Castillo, Van de Loo (Roemeratoe '76 ( 79')), Ihattaren, Oukili (Van der Venne '79 ), Zawada (Van der Water '79), Margaret | Benítez, Dest (Karsdorp '62), Flamingo, Boscagli, Malacia, Til (Saibari '63), Veerman ( 77'), Babadi, Perišić (Bakayoko '77), De Jong (Pérez '77), Lang (Driouech '62) |  |
| Stadion: Mandemakers Stadion, Waalwijk Toeschouwers: 7.508 Scheidsrechter: Jeroen Manschot Video-assistent: Marc Nagtegaal |              |               |                                 | Houwen, Lelieveld, Al Mazyani, El Yaakoubi, Van Gelderen (Van Eijma '76), Familia-Castillo, Van de Loo (Roemeratoe '76 ( 79')), Ihattaren, Oukili (Van der Venne '79 ), Zawada (Van der Water '79), Margaret | Benítez, Dest (Karsdorp '62), Flamingo, Boscagli, Malacia, Til (Saibari '63), Veerman ( 77'), Babadi, Perišić (Bakayoko '77), De Jong (Pérez '77), Lang (Driouech '62) |  |
| Stadion: Mandemakers Stadion, Waalwijk Toeschouwers: 7.508 Scheidsrechter: Jeroen Manschot Video-assistent: Marc Nagtegaal |              |               |                                 | Houwen, Lelieveld, Al Mazyani, El Yaakoubi, Van Gelderen (Van Eijma '76), Familia-Castillo, Van de Loo (Roemeratoe '76 ( 79')), Ihattaren, Oukili (Van der Venne '79 ), Zawada (Van der Water '79), Margaret | Benítez, Dest (Karsdorp '62), Flamingo, Boscagli, Malacia, Til (Saibari '63), Veerman ( 77'), Babadi, Perišić (Bakayoko '77), De Jong (Pérez '77), Lang (Driouech '62) |  |
| |              |               |                                 | | |  |

| Speelronde 27: 30 maart 2025, 14:30 uur                                                                                   | PSV | 0 – 2 (0 – 1) | Ajax                    | Opstelling PSV | Opstelling Ajax |  |
| Stadion: Philips Stadion, Eindhoven Toeschouwers: 34.400 Scheidsrechter: Serdar Gözübüyük Video-assistent: Pol van Boekel |     |               | 35' Klaassen 67' Traoré | Benítez, Dest (Ledezma '77), Flamingo, Boscagli (Bakayoko '77), Mauro Júnior (Land '86), Til (Tillman '46), Saibari, Veerman (Malacia '46), Perišić, De Jong , Lang | Matheus, Rosa , Šutalo, Baas (Rugani '61), Hato, Klaassen (Wijndal '80), Henderson , Taylor , Berghuis (Traoré '62), Brobbey , Godts (Edvardsen '76) |  |
| Stadion: Philips Stadion, Eindhoven Toeschouwers: 34.400 Scheidsrechter: Serdar Gözübüyük Video-assistent: Pol van Boekel |     |               |                         | Benítez, Dest (Ledezma '77), Flamingo, Boscagli (Bakayoko '77), Mauro Júnior (Land '86), Til (Tillman '46), Saibari, Veerman (Malacia '46), Perišić, De Jong , Lang | Matheus, Rosa , Šutalo, Baas (Rugani '61), Hato, Klaassen (Wijndal '80), Henderson , Taylor , Berghuis (Traoré '62), Brobbey , Godts (Edvardsen '76) |  |
| Stadion: Philips Stadion, Eindhoven Toeschouwers: 34.400 Scheidsrechter: Serdar Gözübüyük Video-assistent: Pol van Boekel |     |               |                         | Benítez, Dest (Ledezma '77), Flamingo, Boscagli (Bakayoko '77), Mauro Júnior (Land '86), Til (Tillman '46), Saibari, Veerman (Malacia '46), Perišić, De Jong , Lang | Matheus, Rosa , Šutalo, Baas (Rugani '61), Hato, Klaassen (Wijndal '80), Henderson , Taylor , Berghuis (Traoré '62), Brobbey , Godts (Edvardsen '76) |  |
| |     |               |                         | | |  |

#### April
| Speelronde 28: 5 april 2025, 20:00 uur                                                                       | FC Groningen | 1 – 3 (1 – 2) | PSV                                  | Opstelling FC Groningen | Opstelling PSV |  |
| Stadion: Euroborg, Groningen Toeschouwers: 22.525 Scheidsrechter: Bas Nijhuis Video-assistent: Dennis Higler | Kwakman 34'  |               | 11' Tillman 28' Perišić 88' Bakayoko | Vaessen, Rente , Ekdal, Peersman , Prins (Stam '57), Seuntjens (Willumsson '46), De Jonge (Bacuna '63 ( 63')), Valente, Resink, Kwakman (Schreuders '90+2), Van Bergen | Benítez (Drommel '46), Ledezma (Malacia '66), Flamingo, Boscagli, Mauro Júnior , Veerman, Tillman, Saibari, Perišić (Bakayoko '66), De Jong , Lang (Driouech '67) |  |
| Stadion: Euroborg, Groningen Toeschouwers: 22.525 Scheidsrechter: Bas Nijhuis Video-assistent: Dennis Higler |              |               |                                      | Vaessen, Rente , Ekdal, Peersman , Prins (Stam '57), Seuntjens (Willumsson '46), De Jonge (Bacuna '63 ( 63')), Valente, Resink, Kwakman (Schreuders '90+2), Van Bergen | Benítez (Drommel '46), Ledezma (Malacia '66), Flamingo, Boscagli, Mauro Júnior , Veerman, Tillman, Saibari, Perišić (Bakayoko '66), De Jong , Lang (Driouech '67) |  |
| Stadion: Euroborg, Groningen Toeschouwers: 22.525 Scheidsrechter: Bas Nijhuis Video-assistent: Dennis Higler |              |               |                                      | Vaessen, Rente , Ekdal, Peersman , Prins (Stam '57), Seuntjens (Willumsson '46), De Jonge (Bacuna '63 ( 63')), Valente, Resink, Kwakman (Schreuders '90+2), Van Bergen | Benítez (Drommel '46), Ledezma (Malacia '66), Flamingo, Boscagli, Mauro Júnior , Veerman, Tillman, Saibari, Perišić (Bakayoko '66), De Jong , Lang (Driouech '67) |  |
| |              |               |                                      | | |  |

| Speelronde 29: 12 april 2025, 20:00 uur                                                                               | PSV                                               | 5 – 0 (4 – 0) | Almere City FC | Opstelling PSV | Opstelling Almere City FC |  |
| Stadion: Philips Stadion, Eindhoven Toeschouwers: 33.600 Scheidsrechter: Allard Lindhout Video-assistent: Luuk Timmer | Saibari 5', 68' Bakayoko 22' Lang 26' Tillman 41' |               |                | Benítez, Ledezma, Flamingo (Nagalo '64), Boscagli, Mauro Júnior, Veerman (Schouten '63), Tillman (Til '63), Saibari (Babadi '86), Bakayoko, De Jong , Lang (Driouech '74) | Bakker, Akujobi, Martins, Lawrence, Zagaritis, Haye (Tahiri '46), Robinet , Receveur (Balboa '75), Hansen (Providence '75), Brym (Nalić '75), Kadile (Jasim '46) |  |
| Stadion: Philips Stadion, Eindhoven Toeschouwers: 33.600 Scheidsrechter: Allard Lindhout Video-assistent: Luuk Timmer |                                                   |               |                | Benítez, Ledezma, Flamingo (Nagalo '64), Boscagli, Mauro Júnior, Veerman (Schouten '63), Tillman (Til '63), Saibari (Babadi '86), Bakayoko, De Jong , Lang (Driouech '74) | Bakker, Akujobi, Martins, Lawrence, Zagaritis, Haye (Tahiri '46), Robinet , Receveur (Balboa '75), Hansen (Providence '75), Brym (Nalić '75), Kadile (Jasim '46) |  |
| Stadion: Philips Stadion, Eindhoven Toeschouwers: 33.600 Scheidsrechter: Allard Lindhout Video-assistent: Luuk Timmer |                                                   |               |                | Benítez, Ledezma, Flamingo (Nagalo '64), Boscagli, Mauro Júnior, Veerman (Schouten '63), Tillman (Til '63), Saibari (Babadi '86), Bakayoko, De Jong , Lang (Driouech '74) | Bakker, Akujobi, Martins, Lawrence, Zagaritis, Haye (Tahiri '46), Robinet , Receveur (Balboa '75), Hansen (Providence '75), Brym (Nalić '75), Kadile (Jasim '46) |  |
| |                                                   |               |                | | |  |

| Speelronde 30: 24 april 2025, 21:00 uur                                                                                | FC Twente          | 1 – 3 (1 – 1) | PSV                             | Opstelling FC Twente | Opstelling PSV |  |
| Stadion: De Grolsch Veste, Enschede Toeschouwers: 30.000 Scheidsrechter: Danny Makkelie Video-assistent: Rob Dieperink | Van Wolfswinkel 1' |               | 11' Perišić 53' Til 57' De Jong | Unnerstall, Van Rooij, Lagerbielke, Van Hoorenbeeck, Kuipers, Ltaief (Rots '71), Vlap (Vennegoor of Hesselink '78), Steijn, Sadílek, Van Wolfswinkel , Ünüvar (Verschueren '71) | Benítez, Ledezma (Malacia '77), Flamingo, Obispo (Nagalo '60), Mauro Júnior, Til, Veerman , Saibari (Tillman '69), Perišić, De Jong , Lang (Bakayoko '69) |  |
| Stadion: De Grolsch Veste, Enschede Toeschouwers: 30.000 Scheidsrechter: Danny Makkelie Video-assistent: Rob Dieperink |                    |               |                                 | Unnerstall, Van Rooij, Lagerbielke, Van Hoorenbeeck, Kuipers, Ltaief (Rots '71), Vlap (Vennegoor of Hesselink '78), Steijn, Sadílek, Van Wolfswinkel , Ünüvar (Verschueren '71) | Benítez, Ledezma (Malacia '77), Flamingo, Obispo (Nagalo '60), Mauro Júnior, Til, Veerman , Saibari (Tillman '69), Perišić, De Jong , Lang (Bakayoko '69) |  |
| Stadion: De Grolsch Veste, Enschede Toeschouwers: 30.000 Scheidsrechter: Danny Makkelie Video-assistent: Rob Dieperink |                    |               |                                 | Unnerstall, Van Rooij, Lagerbielke, Van Hoorenbeeck, Kuipers, Ltaief (Rots '71), Vlap (Vennegoor of Hesselink '78), Steijn, Sadílek, Van Wolfswinkel , Ünüvar (Verschueren '71) | Benítez, Ledezma (Malacia '77), Flamingo, Obispo (Nagalo '60), Mauro Júnior, Til, Veerman , Saibari (Tillman '69), Perišić, De Jong , Lang (Bakayoko '69) |  |
| |                    |               |                                 | | |  |

#### Mei
| Speelronde 31: 3 mei 2025, 21:00 uur                                                                                         | PSV                            | 4 – 1 (2 – 0) | Fortuna Sittard | Opstelling PSV | Opstelling Fortuna Sittard |  |
| Stadion: Philips Stadion, Eindhoven Toeschouwers: 34.200 Scheidsrechter: Rob Dieperink Video-assistent: Jannick van der Laan | Perišić 15', 40', 73' Lang 57' |               | 64' Dahlhaus    | Benítez, Ledezma (Dest '76), Flamingo, Boscagli, Mauro Júnior, Veerman (Land '88), Til, Tillman (Babadi '89), Perišić (Bakayoko '76), De Jong , Lang (Driouech '76) | Branderhorst, Pinto (Mitrović '81), Van Ottele, Guth ( 81'), Dijks, Fosso (Schenkhuizen '87), Bullaude (Rosier '46), Michut, Peterson (Radulović '46), Sierhuis (Tunjić '74), Dahlhaus |  |
| Stadion: Philips Stadion, Eindhoven Toeschouwers: 34.200 Scheidsrechter: Rob Dieperink Video-assistent: Jannick van der Laan |                                |               |                 | Benítez, Ledezma (Dest '76), Flamingo, Boscagli, Mauro Júnior, Veerman (Land '88), Til, Tillman (Babadi '89), Perišić (Bakayoko '76), De Jong , Lang (Driouech '76) | Branderhorst, Pinto (Mitrović '81), Van Ottele, Guth ( 81'), Dijks, Fosso (Schenkhuizen '87), Bullaude (Rosier '46), Michut, Peterson (Radulović '46), Sierhuis (Tunjić '74), Dahlhaus |  |
| Stadion: Philips Stadion, Eindhoven Toeschouwers: 34.200 Scheidsrechter: Rob Dieperink Video-assistent: Jannick van der Laan |                                |               |                 | Benítez, Ledezma (Dest '76), Flamingo, Boscagli, Mauro Júnior, Veerman (Land '88), Til, Tillman (Babadi '89), Perišić (Bakayoko '76), De Jong , Lang (Driouech '76) | Branderhorst, Pinto (Mitrović '81), Van Ottele, Guth ( 81'), Dijks, Fosso (Schenkhuizen '87), Bullaude (Rosier '46), Michut, Peterson (Radulović '46), Sierhuis (Tunjić '74), Dahlhaus |  |
| |                                |               |                 | | |  |

| Speelronde 32: 11 mei 2025, 14:30 uur                                                                                     | Feyenoord          | 2 – 3 (2 – 0) | PSV                         | Opstelling Feyenoord | Opstelling PSV |  |
| Stadion: Stadion Feijenoord, Rotterdam Toeschouwers: 47.500 Scheidsrechter: Danny Makkelie Video-assistent: Rob Dieperink | Paixão 5' Read 10' |               | 50' Perišić 73', 90+9' Lang | Wellenreuther , Read '90, Trauner, Hancko , Smal, Hwang , Milambo (Stengs '74), Moder (Zerrouki '90+2), Hadj Moussa (Bueno '90+2), Ueda (Carranza '81), Paixão (Osman '81) | Benítez, Ledezma (Dest '26), Flamingo, Boscagli (Obispo '87), Mauro Júnior, Veerman , Til (Saibari '63), Tillman, Perišić (Bakayoko '87), De Jong , Lang |  |
| Stadion: Stadion Feijenoord, Rotterdam Toeschouwers: 47.500 Scheidsrechter: Danny Makkelie Video-assistent: Rob Dieperink |                    |               |                             | Wellenreuther , Read '90, Trauner, Hancko , Smal, Hwang , Milambo (Stengs '74), Moder (Zerrouki '90+2), Hadj Moussa (Bueno '90+2), Ueda (Carranza '81), Paixão (Osman '81) | Benítez, Ledezma (Dest '26), Flamingo, Boscagli (Obispo '87), Mauro Júnior, Veerman , Til (Saibari '63), Tillman, Perišić (Bakayoko '87), De Jong , Lang |  |
| Stadion: Stadion Feijenoord, Rotterdam Toeschouwers: 47.500 Scheidsrechter: Danny Makkelie Video-assistent: Rob Dieperink |                    |               |                             | Wellenreuther , Read '90, Trauner, Hancko , Smal, Hwang , Milambo (Stengs '74), Moder (Zerrouki '90+2), Hadj Moussa (Bueno '90+2), Ueda (Carranza '81), Paixão (Osman '81) | Benítez, Ledezma (Dest '26), Flamingo, Boscagli (Obispo '87), Mauro Júnior, Veerman , Til (Saibari '63), Tillman, Perišić (Bakayoko '87), De Jong , Lang |  |
| |                    |               |                             | | |  |

| Speelronde 33: 14 mei 2025, 20:00 uur                                                                                | PSV                               | 4 – 1 (4 – 0) | Heracles Almelo | Opstelling PSV | Opstelling Heracles Almelo |  |
| Stadion: Philips Stadion, Eindhoven Toeschouwers: 34.700 Scheidsrechter: Bas Nijhuis Video-assistent: Ingmar Oostrom | Tillman 18', 40' Saibari 21', 35' |               | 75' Engels      | Benítez ( 83'), Dest (Malacia '46), Flamingo, Boscagli (Obispo '84), Mauro Júnior, Saibari, Veerman (Til '63), Tillman, Perišić (Bakayoko '46), De Jong (Bajraktarević '83), Lang | De Keijzer, Benita (Wieckhoff '89), Mirani, Mesík, Rots (Milani '60), Talvitie (Van Kaam '62), De Keersmaecker , Bruns, Žambůrek (Engels '71), Podgoreanu, Hornkamp (Kulenović '46) |  |
| Stadion: Philips Stadion, Eindhoven Toeschouwers: 34.700 Scheidsrechter: Bas Nijhuis Video-assistent: Ingmar Oostrom |                                   |               |                 | Benítez ( 83'), Dest (Malacia '46), Flamingo, Boscagli (Obispo '84), Mauro Júnior, Saibari, Veerman (Til '63), Tillman, Perišić (Bakayoko '46), De Jong (Bajraktarević '83), Lang | De Keijzer, Benita (Wieckhoff '89), Mirani, Mesík, Rots (Milani '60), Talvitie (Van Kaam '62), De Keersmaecker , Bruns, Žambůrek (Engels '71), Podgoreanu, Hornkamp (Kulenović '46) |  |
| Stadion: Philips Stadion, Eindhoven Toeschouwers: 34.700 Scheidsrechter: Bas Nijhuis Video-assistent: Ingmar Oostrom |                                   |               |                 | Benítez ( 83'), Dest (Malacia '46), Flamingo, Boscagli (Obispo '84), Mauro Júnior, Saibari, Veerman (Til '63), Tillman, Perišić (Bakayoko '46), De Jong (Bajraktarević '83), Lang | De Keijzer, Benita (Wieckhoff '89), Mirani, Mesík, Rots (Milani '60), Talvitie (Van Kaam '62), De Keersmaecker , Bruns, Žambůrek (Engels '71), Podgoreanu, Hornkamp (Kulenović '46) |  |
| |                                   |               |                 | | |  |

| Speelronde 34: 18 mei 2025, 14:30 uur                                                                                               | Sparta Rotterdam | 1 – 3 (0 – 1) | PSV                                 | Opstelling Sparta Rotterdam | Opstelling PSV |  |
| Stadion: Spartastadion Het Kasteel, Rotterdam Toeschouwers: 10.599 Scheidsrechter: Serdar Gözübüyük Video-assistent: Pol van Boekel | Zechiël 52'      |               | 27' Perišić 58' De Jong 84' Tillman | Olij , Bakari, Young, Eerdhuijzen (Thórisson '86), Van Aanholt (Kleijn '86), Hlynsson (Clement '86), Zechiël , Kitolano, Mito (Nassoh '46), Lauritsen, Van Bergen | Benítez, Dest, Flamingo, Boscagli (Til '73), Mauro Júnior, Veerman, Saibari (Obispo '72), Tillman , Perišić, De Jong , Lang |  |
| Stadion: Spartastadion Het Kasteel, Rotterdam Toeschouwers: 10.599 Scheidsrechter: Serdar Gözübüyük Video-assistent: Pol van Boekel |                  |               |                                     | Olij , Bakari, Young, Eerdhuijzen (Thórisson '86), Van Aanholt (Kleijn '86), Hlynsson (Clement '86), Zechiël , Kitolano, Mito (Nassoh '46), Lauritsen, Van Bergen | Benítez, Dest, Flamingo, Boscagli (Til '73), Mauro Júnior, Veerman, Saibari (Obispo '72), Tillman , Perišić, De Jong , Lang |  |
| Stadion: Spartastadion Het Kasteel, Rotterdam Toeschouwers: 10.599 Scheidsrechter: Serdar Gözübüyük Video-assistent: Pol van Boekel |                  |               |                                     | Olij , Bakari, Young, Eerdhuijzen (Thórisson '86), Van Aanholt (Kleijn '86), Hlynsson (Clement '86), Zechiël , Kitolano, Mito (Nassoh '46), Lauritsen, Van Bergen | Benítez, Dest, Flamingo, Boscagli (Til '73), Mauro Júnior, Veerman, Saibari (Obispo '72), Tillman , Perišić, De Jong , Lang |  |
| |                  |               |                                     | | |  |

### Statistieken

#### Eindstand in Nederlandse Eredivisie
| Stand | Gespeeld | Gewonnen | Gelijk | Verloren | Punten | Doelpunten voor | Doelpunten tegen | Gele kaarten | Twee gele kaarten | Rode kaarten |
| ----- | -------- | -------- | ------ | -------- | ------ | --------------- | ---------------- | ------------ | ----------------- | ------------ |
| 1e    | 34       | 25       | 4      | 5        | 79     | 103             | 39               | 34           | 0                 | 1            |

#### Punten, stand en doelpunten per speelronde
| Speelronde                            | 1  | 2  | 3   | 4   | 5   | 6   | 7   | 8   | 9   | 10  | 11  | 12  | 13  | 14  | 15  | 16  | 17  | 18  | 19  | 20  | 21  | 22  | 23  | 24  | 25  | 26  | 27  | 28  | 29  | 30  | 31  | 32  | 33  | 34  | Totaal |
| ------------------------------------- | -- | -- | --- | --- | --- | --- | --- | --- | --- | --- | --- | --- | --- | --- | --- | --- | --- | --- | --- | --- | --- | --- | --- | --- | --- | --- | --- | --- | --- | --- | --- | --- | --- | --- | ------ |
| Aantal punten per speelronde          | 3  | 3  | 3   | 3   | 3   | 3   | 3   | 3   | 3   | 3   | 0   | 3   | 3   | 3   | 3   | 0   | 3   | 1   | 0   | 3   | 1   | 1   | 1   | 0   | 3   | 3   | 0   | 3   | 3   | 3   | 3   | 3   | 3   | 3   | 79     |
| Aantal punten na speelronde           | 3  | 6  | 9   | 12  | 15  | 18  | 21  | 24  | 27  | 30  | 30  | 33  | 36  | 39  | 42  | 42  | 45  | 46  | 46  | 49  | 50  | 51  | 52  | 52  | 55  | 58  | 58  | 61  | 64  | 67  | 70  | 73  | 76  | 79  | 79     |
| Stand na speelronde                   | 1e | 1e | 1e  | 1e  | 1e  | 1e  | 1e  | 1e  | 1e  | 1e  | 1e  | 1e  | 1e  | 1e  | 1e  | 1e  | 1e  | 1e  | 1e  | 1e  | 2e  | 2e  | 2e  | 2e  | 2e  | 2e  | 2e  | 2e  | 2e  | 2e  | 2e  | 2e  | 1e  | 1e  | 1e     |
| Aantal doelpunten per speelronde      | 5  | 3  | 7   | 3   | 2   | 3   | 2   | 2   | 2   | 6   | 2   | 3   | 5   | 5   | 6   | 0   | 3   | 2   | 1   | 3   | 3   | 1   | 2   | 2   | 2   | 3   | 0   | 3   | 5   | 3   | 4   | 3   | 4   | 3   | 103    |
| Aantal tegendoelpunten per speelronde | 1  | 1  | 1   | 0   | 0   | 1   | 0   | 1   | 1   | 0   | 3   | 0   | 0   | 2   | 1   | 1   | 0   | 2   | 3   | 2   | 3   | 1   | 2   | 3   | 1   | 0   | 2   | 1   | 0   | 1   | 1   | 2   | 1   | 1   | 39     |
| Doelsaldo na speelronde               | +4 | +6 | +12 | +15 | +17 | +19 | +21 | +22 | +23 | +29 | +28 | +31 | +36 | +39 | +44 | +43 | +46 | +46 | +44 | +45 | +45 | +45 | +45 | +44 | +45 | +48 | +46 | +48 | +53 | +55 | +58 | +59 | +62 | +64 | +64    |

## Champions League

### Competitiefase
|       | GIR   | LIV   | SHK   | SPO   |     |       | BRE   | JUV   | PAR   | ZVE |
| Thuis | 4 – 0 | 3 – 2 | 3 – 2 | 1 – 1 | Uit | 1 – 0 | 3 – 1 | 1 – 1 | 2 – 3 |     |

| Stand | Gespeeld | Gewonnen | Gelijk | Verloren | Punten | Doelpunten voor | Doelpunten tegen | Doelsaldo | Resultaat                     |
| ----- | -------- | -------- | ------ | -------- | ------ | --------------- | ---------------- | --------- | ----------------------------- |
| 14e   | 8        | 4        | 2      | 2        | 14     | 16              | 12               | +4        | Geplaatst voor de tussenronde |

#### Wedstrijden
| Wedstrijd 1/8: 17 september 2024, 18:45 uur                                                                                        | Juventus                             | 3 – 1 (2 – 0) | PSV           | Opstelling Juventus | Opstelling PSV |  |
| Stadion: Allianz Stadium, Turijn Toeschouwers: 40.417 Scheidsrechter: Alejandro Hernández Video-assistent: Carlos del Cerro Grande | Yıldız 21' McKennie 27' González 52' |               | 90+3' Saibari | Di Gregorio, Kalulu, Gatti (Danilo '57 ( 57')), Bremer, Cambiaso, González (Weah '69), Locatelli (Thuram '57), Koopmeiners, McKennie (Douglas Luiz '75), Yıldız (Fagioli '69), Vlahović | Drommel, Ledezma (Nagalo '86), Flamingo, Boscagli ( 77'), Dams (Mauro Júnior '77), Til (Lang '62), Schouten, Veerman (Saibari '62), Bakayoko, De Jong (Pepi '77), Tillman |  |
| Stadion: Allianz Stadium, Turijn Toeschouwers: 40.417 Scheidsrechter: Alejandro Hernández Video-assistent: Carlos del Cerro Grande |                                      |               |               | Di Gregorio, Kalulu, Gatti (Danilo '57 ( 57')), Bremer, Cambiaso, González (Weah '69), Locatelli (Thuram '57), Koopmeiners, McKennie (Douglas Luiz '75), Yıldız (Fagioli '69), Vlahović | Drommel, Ledezma (Nagalo '86), Flamingo, Boscagli ( 77'), Dams (Mauro Júnior '77), Til (Lang '62), Schouten, Veerman (Saibari '62), Bakayoko, De Jong (Pepi '77), Tillman |  |
| Stadion: Allianz Stadium, Turijn Toeschouwers: 40.417 Scheidsrechter: Alejandro Hernández Video-assistent: Carlos del Cerro Grande |                                      |               |               | Di Gregorio, Kalulu, Gatti (Danilo '57 ( 57')), Bremer, Cambiaso, González (Weah '69), Locatelli (Thuram '57), Koopmeiners, McKennie (Douglas Luiz '75), Yıldız (Fagioli '69), Vlahović | Drommel, Ledezma (Nagalo '86), Flamingo, Boscagli ( 77'), Dams (Mauro Júnior '77), Til (Lang '62), Schouten, Veerman (Saibari '62), Bakayoko, De Jong (Pepi '77), Tillman |  |
| |                                      |               |               | | |  |

| Wedstrijd 2/8: 1 oktober 2024, 21:00 uur                                                                                | PSV          | 1 – 1 (1 – 0) | Sporting Clube de Portugal | Opstelling PSV | Opstelling Sporting Clube de Portugal |  |
| Stadion: Philips Stadion, Eindhoven Toeschouwers: 34.400 Scheidsrechter: Marco Guida Video-assistent: Aleandro Di Paolo | Schouten 15' |               | 83' Bragança               | Benítez, Mauro Júnior (Karsdorp '65), Flamingo, Boscagli, Dams, Schouten, Til (Ledezma '79), Saibari (Lang '66 ), Bakayoko (Pepi '90+2), De Jong , Tillman | Israel, Debast, Diomandé (Quaresma '32), Inácio, Quenda , Hjulmand , Morita, Santos (Harder '79), Trincão (Araújo '79), Gyökeres, Geny (Bragança '52 ) |  |
| Stadion: Philips Stadion, Eindhoven Toeschouwers: 34.400 Scheidsrechter: Marco Guida Video-assistent: Aleandro Di Paolo |              |               |                            | Benítez, Mauro Júnior (Karsdorp '65), Flamingo, Boscagli, Dams, Schouten, Til (Ledezma '79), Saibari (Lang '66 ), Bakayoko (Pepi '90+2), De Jong , Tillman | Israel, Debast, Diomandé (Quaresma '32), Inácio, Quenda , Hjulmand , Morita, Santos (Harder '79), Trincão (Araújo '79), Gyökeres, Geny (Bragança '52 ) |  |
| Stadion: Philips Stadion, Eindhoven Toeschouwers: 34.400 Scheidsrechter: Marco Guida Video-assistent: Aleandro Di Paolo |              |               |                            | Benítez, Mauro Júnior (Karsdorp '65), Flamingo, Boscagli, Dams, Schouten, Til (Ledezma '79), Saibari (Lang '66 ), Bakayoko (Pepi '90+2), De Jong , Tillman | Israel, Debast, Diomandé (Quaresma '32), Inácio, Quenda , Hjulmand , Morita, Santos (Harder '79), Trincão (Araújo '79), Gyökeres, Geny (Bragança '52 ) |  |
| |              |               |                            | | |  |

| Wedstrijd 3/8: 22 oktober 2024, 21:00 uur                                                                           | Paris Saint-Germain | 1 – 1 (0 – 1) | PSV      | Opstelling Paris Saint-Germain | Opstelling PSV |  |
| Stadion: Parc des Princes, Parijs Toeschouwers: 47.511 Scheidsrechter: Glenn Nyberg Video-assistent: Stuart Attwell | Hakimi 55'          |               | 34' Lang | Donnarumma, Hakimi, Marquinhos , Pacho, Mendes , Zaïre-Emery (Mayulu '82), Ruiz (Vitinha '59), Neves, Dembélé (Doué '81), Lee Kang-in (Asensio '68), Barcola (Kolo Muani '81) | Benítez , Mauro Júnior , Flamingo, Boscagli, Dams , Til, Tillman, Saibari (Ledezma '84 ), Bakayoko (Babadi '84 ), De Jong , Lang (Driouech '65) |  |
| Stadion: Parc des Princes, Parijs Toeschouwers: 47.511 Scheidsrechter: Glenn Nyberg Video-assistent: Stuart Attwell |                     |               |          | Donnarumma, Hakimi, Marquinhos , Pacho, Mendes , Zaïre-Emery (Mayulu '82), Ruiz (Vitinha '59), Neves, Dembélé (Doué '81), Lee Kang-in (Asensio '68), Barcola (Kolo Muani '81) | Benítez , Mauro Júnior , Flamingo, Boscagli, Dams , Til, Tillman, Saibari (Ledezma '84 ), Bakayoko (Babadi '84 ), De Jong , Lang (Driouech '65) |  |
| Stadion: Parc des Princes, Parijs Toeschouwers: 47.511 Scheidsrechter: Glenn Nyberg Video-assistent: Stuart Attwell |                     |               |          | Donnarumma, Hakimi, Marquinhos , Pacho, Mendes , Zaïre-Emery (Mayulu '82), Ruiz (Vitinha '59), Neves, Dembélé (Doué '81), Lee Kang-in (Asensio '68), Barcola (Kolo Muani '81) | Benítez , Mauro Júnior , Flamingo, Boscagli, Dams , Til, Tillman, Saibari (Ledezma '84 ), Bakayoko (Babadi '84 ), De Jong , Lang (Driouech '65) |  |
| |                     |               |          | | |  |

| Wedstrijd 4/8: 5 november 2024, 18:45 uur                                                                            | PSV                                                     | 4 – 0 (2 – 0) | Girona FC | Opstelling PSV | Opstelling Girona FC |  |
| Stadion: Philips Stadion, Eindhoven Toeschouwers: 34.400 Scheidsrechter: Michael Oliver Video-assistent: David Coote | Flamingo 16' Tillman 33' Bakayoko 83' Krejčí 88' (e.d.) |               |           | Benítez, Karsdorp (Saibari '71), Flamingo, Boscagli ( 84'), Dams (Oppegård '71), Til (Babadi '85), Mauro Júnior, Tillman, Bakayoko , De Jong (Pepi '84), Lang (Driouech '64) | Gazzaniga , Martínez '55, López ( 55'), Krejčí, Blind, Gil (García '79), Herrera (Romeu '61), Van de Beek (Juanpe '61), Clua (Kim Min-su '79), Gutiérrez, Miovski (Stuani '67 ) |  |
| Stadion: Philips Stadion, Eindhoven Toeschouwers: 34.400 Scheidsrechter: Michael Oliver Video-assistent: David Coote |                                                         |               |           | Benítez, Karsdorp (Saibari '71), Flamingo, Boscagli ( 84'), Dams (Oppegård '71), Til (Babadi '85), Mauro Júnior, Tillman, Bakayoko , De Jong (Pepi '84), Lang (Driouech '64) | Gazzaniga , Martínez '55, López ( 55'), Krejčí, Blind, Gil (García '79), Herrera (Romeu '61), Van de Beek (Juanpe '61), Clua (Kim Min-su '79), Gutiérrez, Miovski (Stuani '67 ) |  |
| Stadion: Philips Stadion, Eindhoven Toeschouwers: 34.400 Scheidsrechter: Michael Oliver Video-assistent: David Coote |                                                         |               |           | Benítez, Karsdorp (Saibari '71), Flamingo, Boscagli ( 84'), Dams (Oppegård '71), Til (Babadi '85), Mauro Júnior, Tillman, Bakayoko , De Jong (Pepi '84), Lang (Driouech '64) | Gazzaniga , Martínez '55, López ( 55'), Krejčí, Blind, Gil (García '79), Herrera (Romeu '61), Van de Beek (Juanpe '61), Clua (Kim Min-su '79), Gutiérrez, Miovski (Stuani '67 ) |  |
| |                                                         |               |           | | |  |

| Wedstrijd 5/8: 27 november 2024, 21:00 uur                                                                        | PSV                         | 3 – 2 (0 – 2) | FK Sjachtar Donetsk  | Opstelling PSV | Opstelling FK Sjachtar Donetsk |  |
| Stadion: Philips Stadion, Eindhoven Toeschouwers: 34.800 Scheidsrechter: Urs Schnyder Video-assistent: Fedayi San | Tillman 87', 90' Pepi 90+5' |               | 7' Sikan 37' Zoebkov | Benítez, Karsdorp (Ledezma '89), Flamingo, Boscagli (Lozano '74), Dams (Pepi '46), Tillman , Mauro Júnior, Saibari , Bakayoko, De Jong , Lang (Til '64) | Riznyk, Konoplya, Bondar, Matviyenko , Pedrinho '69, Bondarenko, Kryskiv , Soedakov, Zoebkov (Stepanenko '66), Sikan (Lemos '55), Macedo (Franjić '71) |  |
| Stadion: Philips Stadion, Eindhoven Toeschouwers: 34.800 Scheidsrechter: Urs Schnyder Video-assistent: Fedayi San |                             |               |                      | Benítez, Karsdorp (Ledezma '89), Flamingo, Boscagli (Lozano '74), Dams (Pepi '46), Tillman , Mauro Júnior, Saibari , Bakayoko, De Jong , Lang (Til '64) | Riznyk, Konoplya, Bondar, Matviyenko , Pedrinho '69, Bondarenko, Kryskiv , Soedakov, Zoebkov (Stepanenko '66), Sikan (Lemos '55), Macedo (Franjić '71) |  |
| Stadion: Philips Stadion, Eindhoven Toeschouwers: 34.800 Scheidsrechter: Urs Schnyder Video-assistent: Fedayi San |                             |               |                      | Benítez, Karsdorp (Ledezma '89), Flamingo, Boscagli (Lozano '74), Dams (Pepi '46), Tillman , Mauro Júnior, Saibari , Bakayoko, De Jong , Lang (Til '64) | Riznyk, Konoplya, Bondar, Matviyenko , Pedrinho '69, Bondarenko, Kryskiv , Soedakov, Zoebkov (Stepanenko '66), Sikan (Lemos '55), Macedo (Franjić '71) |  |
| |                             |               |                      | | |  |

| Wedstrijd 6/8: 10 december 2024, 21:00 uur | Stade Brestois  | 1 – 0 (1 – 0) | PSV | Opstelling Stade Brestois | Opstelling PSV |  |
| Stadion: Stade du Roudourou, Guingamp Toeschouwers: 15.778 Scheidsrechter: José María Sánchez Martínez Video-assistent: Ricardo de Burgos Bengoetxea | Le Cardinal 43' |               |     | Bizot, Ndiaye, Chardonnet , Le Cardinal (Pereira Lage '56), Haïdara, Camara, Del Castillo , Magnetti, Doumbia (Salah '88), Baldé (Sima '69), Fernandes | Benítez, Karsdorp (Ledezma '46), Flamingo, Boscagli ( 73'), Dams (Veerman '46 ), Mauro Júnior, Tillman (Til '84), Saibari, Bakayoko (Lozano '73), De Jong (Pepi '73), Lang |  |
| Stadion: Stade du Roudourou, Guingamp Toeschouwers: 15.778 Scheidsrechter: José María Sánchez Martínez Video-assistent: Ricardo de Burgos Bengoetxea |                 |               |     | Bizot, Ndiaye, Chardonnet , Le Cardinal (Pereira Lage '56), Haïdara, Camara, Del Castillo , Magnetti, Doumbia (Salah '88), Baldé (Sima '69), Fernandes | Benítez, Karsdorp (Ledezma '46), Flamingo, Boscagli ( 73'), Dams (Veerman '46 ), Mauro Júnior, Tillman (Til '84), Saibari, Bakayoko (Lozano '73), De Jong (Pepi '73), Lang |  |
| Stadion: Stade du Roudourou, Guingamp Toeschouwers: 15.778 Scheidsrechter: José María Sánchez Martínez Video-assistent: Ricardo de Burgos Bengoetxea |                 |               |     | Bizot, Ndiaye, Chardonnet , Le Cardinal (Pereira Lage '56), Haïdara, Camara, Del Castillo , Magnetti, Doumbia (Salah '88), Baldé (Sima '69), Fernandes | Benítez, Karsdorp (Ledezma '46), Flamingo, Boscagli ( 73'), Dams (Veerman '46 ), Mauro Júnior, Tillman (Til '84), Saibari, Bakayoko (Lozano '73), De Jong (Pepi '73), Lang |  |
| |                 |               |     | | |  |

| Wedstrijd 7/8: 21 januari 2025, 21:00 uur                                                                            | Rode Ster Belgrado   | 2 – 3 (0 – 3) | PSV                           | Opstelling Rode Ster Belgrado | Opstelling PSV |  |
| Stadion: Rode Sterstadion, Belgrado Toeschouwers: 36.648 Scheidsrechter: István Kovács Video-assistent: Cătălin Popa | Ndiaye 71' Djiga 77' |               | 17', 23' De Jong 43' Flamingo | Glazer, Mimović, Djiga, Spajić , Seol (Maksimović '72), Silas (Bruno Duarte '72), Krunić, Ivanić, Elšnik, Ndiaye, Radonjić (Milson '83) | Benítez, Ledezma (Karsdorp '78), Flamingo '50, Boscagli, Mauro Júnior, Schouten, Veerman, Til (Obispo '86), Bakayoko (Pepi '86), De Jong , Lang (Kuhn '74) |  |
| Stadion: Rode Sterstadion, Belgrado Toeschouwers: 36.648 Scheidsrechter: István Kovács Video-assistent: Cătălin Popa |                      |               |                               | Glazer, Mimović, Djiga, Spajić , Seol (Maksimović '72), Silas (Bruno Duarte '72), Krunić, Ivanić, Elšnik, Ndiaye, Radonjić (Milson '83) | Benítez, Ledezma (Karsdorp '78), Flamingo '50, Boscagli, Mauro Júnior, Schouten, Veerman, Til (Obispo '86), Bakayoko (Pepi '86), De Jong , Lang (Kuhn '74) |  |
| Stadion: Rode Sterstadion, Belgrado Toeschouwers: 36.648 Scheidsrechter: István Kovács Video-assistent: Cătălin Popa |                      |               |                               | Glazer, Mimović, Djiga, Spajić , Seol (Maksimović '72), Silas (Bruno Duarte '72), Krunić, Ivanić, Elšnik, Ndiaye, Radonjić (Milson '83) | Benítez, Ledezma (Karsdorp '78), Flamingo '50, Boscagli, Mauro Júnior, Schouten, Veerman, Til (Obispo '86), Bakayoko (Pepi '86), De Jong , Lang (Kuhn '74) |  |
| |                      |               |                               | | |  |

| Wedstrijd 8/8: 29 januari 2025, 21:00 uur                                                                             | PSV                                 | 3 – 2 (3 – 2) | Liverpool FC                 | Opstelling PSV | Opstelling Liverpool FC |  |
| Stadion: Philips Stadion, Eindhoven Toeschouwers: 35.000 Scheidsrechter: Tobias Stieler Video-assistent: Sören Storks | Bakayoko 35' Saibari 45' Pepi 45+6' |               | 28' (pen.) Gakpo 40' Elliott | Benítez, Karsdorp (Ledezma '66), Obispo (Nagalo '76), Boscagli , Mauro Júnior, Land, Veerman , Saibari (Driouech '76), Bakayoko, Pepi (De Jong '76 ( 76')), Til (Babadi '90+2) | Kelleher, Bradley, Quansah, Robertson (Nyoni '64), Tsimikas, Elliott , Endo ( 64'), McConnell, Chiesa, Danns (Nallo '83 '87), Gakpo (Morton '52 ) |  |
| Stadion: Philips Stadion, Eindhoven Toeschouwers: 35.000 Scheidsrechter: Tobias Stieler Video-assistent: Sören Storks |                                     |               |                              | Benítez, Karsdorp (Ledezma '66), Obispo (Nagalo '76), Boscagli , Mauro Júnior, Land, Veerman , Saibari (Driouech '76), Bakayoko, Pepi (De Jong '76 ( 76')), Til (Babadi '90+2) | Kelleher, Bradley, Quansah, Robertson (Nyoni '64), Tsimikas, Elliott , Endo ( 64'), McConnell, Chiesa, Danns (Nallo '83 '87), Gakpo (Morton '52 ) |  |
| Stadion: Philips Stadion, Eindhoven Toeschouwers: 35.000 Scheidsrechter: Tobias Stieler Video-assistent: Sören Storks |                                     |               |                              | Benítez, Karsdorp (Ledezma '66), Obispo (Nagalo '76), Boscagli , Mauro Júnior, Land, Veerman , Saibari (Driouech '76), Bakayoko, Pepi (De Jong '76 ( 76')), Til (Babadi '90+2) | Kelleher, Bradley, Quansah, Robertson (Nyoni '64), Tsimikas, Elliott , Endo ( 64'), McConnell, Chiesa, Danns (Nallo '83 '87), Gakpo (Morton '52 ) |  |
| |                                     |               |                              | | |  |

### Knock-outfase

#### Tussenronde
| Wedstrijd 1/2: 11 februari 2025, 21:00 uur                                                                              | Juventus                  | 2 – 1 (1 – 0) | PSV         | Opstelling Juventus | Opstelling PSV |  |
| Stadion: Allianz Stadium, Turijn Toeschouwers: 39.886 Scheidsrechter: Daniel Siebert Video-assistent: Christian Dingert | McKennie 34' Mbangula 82' |               | 56' Perišić | Di Gregorio, Douglas Luiz, Gatti, Veiga ( 68'), Kelly, Locatelli (Thuram '68), Weah, McKennie (Koopmeiners '68), González (Conceição '58), Yıldız (Mbangula '46), Kolo Muani (Vlahović '77) | Benítez, Ledezma, Flamingo, Obispo, Mauro Júnior, Saibari (Til '72), Schouten, Veerman, Perišić, De Jong , Lang (Bakayoko '72) |  |
| Stadion: Allianz Stadium, Turijn Toeschouwers: 39.886 Scheidsrechter: Daniel Siebert Video-assistent: Christian Dingert |                           |               |             | Di Gregorio, Douglas Luiz, Gatti, Veiga ( 68'), Kelly, Locatelli (Thuram '68), Weah, McKennie (Koopmeiners '68), González (Conceição '58), Yıldız (Mbangula '46), Kolo Muani (Vlahović '77) | Benítez, Ledezma, Flamingo, Obispo, Mauro Júnior, Saibari (Til '72), Schouten, Veerman, Perišić, De Jong , Lang (Bakayoko '72) |  |
| Stadion: Allianz Stadium, Turijn Toeschouwers: 39.886 Scheidsrechter: Daniel Siebert Video-assistent: Christian Dingert |                           |               |             | Di Gregorio, Douglas Luiz, Gatti, Veiga ( 68'), Kelly, Locatelli (Thuram '68), Weah, McKennie (Koopmeiners '68), González (Conceição '58), Yıldız (Mbangula '46), Kolo Muani (Vlahović '77) | Benítez, Ledezma, Flamingo, Obispo, Mauro Júnior, Saibari (Til '72), Schouten, Veerman, Perišić, De Jong , Lang (Bakayoko '72) |  |
| |                           |               |             | | |  |

| Wedstrijd 2/2: 19 februari 2025, 21:00 uur                                                                           | PSV                                  | 3 – 1 n.v. 2 – 1 (0 – 0) | Juventus | Opstelling PSV | Opstelling Juventus |  |
| Stadion: Philips Stadion, Eindhoven Toeschouwers: 35.300 Scheidsrechter: Slavko Vinčić Video-assistent: Alen Borošak | Perišić 53' Saibari 74' Flamingo 98' |                          | 63' Weah | Benítez, Ledezma (Malacia '78), Flamingo, Boscagli (Obispo '106), Mauro Júnior, Saibari, Schouten (Til '72), Veerman (Nagalo '116), Perišić (Bakayoko '85), De Jong , Lang (Driouech '115) | Di Gregorio, Weah, Gatti ( 77'), Veiga (Cambiaso '12 (Mbangula '91)), Kelly, Conceição (Yıldız '77 ), Locatelli (Thuram '77), McKennie, Koopmeiners (Savona '77 ), González, Kolo Muani (Vlahović '90) |  |
| Stadion: Philips Stadion, Eindhoven Toeschouwers: 35.300 Scheidsrechter: Slavko Vinčić Video-assistent: Alen Borošak |                                      |                          |          | Benítez, Ledezma (Malacia '78), Flamingo, Boscagli (Obispo '106), Mauro Júnior, Saibari, Schouten (Til '72), Veerman (Nagalo '116), Perišić (Bakayoko '85), De Jong , Lang (Driouech '115) | Di Gregorio, Weah, Gatti ( 77'), Veiga (Cambiaso '12 (Mbangula '91)), Kelly, Conceição (Yıldız '77 ), Locatelli (Thuram '77), McKennie, Koopmeiners (Savona '77 ), González, Kolo Muani (Vlahović '90) |  |
| Stadion: Philips Stadion, Eindhoven Toeschouwers: 35.300 Scheidsrechter: Slavko Vinčić Video-assistent: Alen Borošak |                                      |                          |          | Benítez, Ledezma (Malacia '78), Flamingo, Boscagli (Obispo '106), Mauro Júnior, Saibari, Schouten (Til '72), Veerman (Nagalo '116), Perišić (Bakayoko '85), De Jong , Lang (Driouech '115) | Di Gregorio, Weah, Gatti ( 77'), Veiga (Cambiaso '12 (Mbangula '91)), Kelly, Conceição (Yıldız '77 ), Locatelli (Thuram '77), McKennie, Koopmeiners (Savona '77 ), González, Kolo Muani (Vlahović '90) |  |
| Bijz.: PSV won over twee wedstrijden met een totaalscore van 4 – 3.                                                  |                                      |                          |          | | |  |

#### Achtste finale
| Wedstrijd 1/2: 4 maart 2025, 21:00 uur                                                                                              | PSV             | 1 – 7 (1 – 3) | Arsenal                                                                        | Opstelling PSV | Opstelling Arsenal |  |
| Stadion: Philips Stadion, Eindhoven Toeschouwers: 34.400 Scheidsrechter: Jesús Gil Manzano Video-assistent: Carlos del Cerro Grande | Lang 43' (pen.) |               | 18' Timber 21' Nwaneri 31' Merino 47', 73' Ødegaard 48' Trossard 85' Calafiori | Benítez, Ledezma (Karsdorp '78), Flamingo (Nagalo '46), Boscagli ( 65') (Obispo '82), Malacia , Saibari (Veerman '82 ( 82')), Schouten, Til, Perišić, De Jong (Bakayoko '65), Lang | Raya, Timber (White '77), Partey (Zintsjenko '71), Gabriel, Saliba, Trossard, Ødegaard , Merino (Tierney '77), Rice, Lewis-Skelly (Calafiori '35), Nwaneri (Sterling '71) |  |
| Stadion: Philips Stadion, Eindhoven Toeschouwers: 34.400 Scheidsrechter: Jesús Gil Manzano Video-assistent: Carlos del Cerro Grande |                 |               |                                                                                | Benítez, Ledezma (Karsdorp '78), Flamingo (Nagalo '46), Boscagli ( 65') (Obispo '82), Malacia , Saibari (Veerman '82 ( 82')), Schouten, Til, Perišić, De Jong (Bakayoko '65), Lang | Raya, Timber (White '77), Partey (Zintsjenko '71), Gabriel, Saliba, Trossard, Ødegaard , Merino (Tierney '77), Rice, Lewis-Skelly (Calafiori '35), Nwaneri (Sterling '71) |  |
| Stadion: Philips Stadion, Eindhoven Toeschouwers: 34.400 Scheidsrechter: Jesús Gil Manzano Video-assistent: Carlos del Cerro Grande |                 |               |                                                                                | Benítez, Ledezma (Karsdorp '78), Flamingo (Nagalo '46), Boscagli ( 65') (Obispo '82), Malacia , Saibari (Veerman '82 ( 82')), Schouten, Til, Perišić, De Jong (Bakayoko '65), Lang | Raya, Timber (White '77), Partey (Zintsjenko '71), Gabriel, Saliba, Trossard, Ødegaard , Merino (Tierney '77), Rice, Lewis-Skelly (Calafiori '35), Nwaneri (Sterling '71) |  |
| |                 |               |                                                                                | | |  |

| Wedstrijd 2/2: 12 maart 2025, 21:00 uur                                                                                                   | Arsenal                | 2 – 2 (2 – 1) | PSV                      | Opstelling Arsenal | Opstelling PSV |  |
| Stadion: Emirates Stadium, Londen Toeschouwers: 59.410 Scheidsrechter: Rade Obrenovič Video-assistent: Alen Borošak                       | Zintsjenko 6' Rice 37' |               | 18' Perišić 70' Driouech | Raya, White (Timber '79), Gabriel, Kiwior , Tierney (Martinelli '79), Jorginho , Zintsjenko (Ødegaard '79), Merino (Trossard '64), Rice (Calafiori '64), Lewis-Skelly, Sterling | Benítez, Ledezma, Nagalo (Flamingo '77), Obispo (Boscagli '68), Malacia, Babadi , Schouten (Veerman '46 ( 46')), Til, Bakayoko, Perišić (De Jong '68 ( 68')), Driouech (Bajraktarević '80) |  |
| Stadion: Emirates Stadium, Londen Toeschouwers: 59.410 Scheidsrechter: Rade Obrenovič Video-assistent: Alen Borošak                       |                        |               |                          | Raya, White (Timber '79), Gabriel, Kiwior , Tierney (Martinelli '79), Jorginho , Zintsjenko (Ødegaard '79), Merino (Trossard '64), Rice (Calafiori '64), Lewis-Skelly, Sterling | Benítez, Ledezma, Nagalo (Flamingo '77), Obispo (Boscagli '68), Malacia, Babadi , Schouten (Veerman '46 ( 46')), Til, Bakayoko, Perišić (De Jong '68 ( 68')), Driouech (Bajraktarević '80) |  |
| Stadion: Emirates Stadium, Londen Toeschouwers: 59.410 Scheidsrechter: Rade Obrenovič Video-assistent: Alen Borošak                       |                        |               |                          | Raya, White (Timber '79), Gabriel, Kiwior , Tierney (Martinelli '79), Jorginho , Zintsjenko (Ødegaard '79), Merino (Trossard '64), Rice (Calafiori '64), Lewis-Skelly, Sterling | Benítez, Ledezma, Nagalo (Flamingo '77), Obispo (Boscagli '68), Malacia, Babadi , Schouten (Veerman '46 ( 46')), Til, Bakayoko, Perišić (De Jong '68 ( 68')), Driouech (Bajraktarević '80) |  |
| Bijz.: PSV verloor over twee wedstrijden met een totaalscore van 9 – 3. Hierdoor is PSV uitgeschakeld in de Champions League dit seizoen. |                        |               |                          | | |  |

## TOTO KNVB Beker

#### Eerste ronde
- PSV heeft voor de eerste ronde een vrijstelling gekregen, omdat ze zich hebben geplaatst voor de Europese clubhoofdtoernooi.

#### Tweede ronde
| 17 december 2024, 18:45 uur                                                              | PSV                                                                                           | 8 – 0 (4 – 0) | Koninklijke HFC | Opstelling PSV | Opstelling Koninklijke HFC |  |
| Stadion: Philips Stadion, Eindhoven Toeschouwers: 34.800 Scheidsrechter: Richard Martens | Lozano 12' Michaelis 18' (e.d.) Pepi 31', 83' Til 38' Heeremans 66' (e.d.) Perišić 89', 90+1' |               |                 | Drommel, Ledezma (Mauro Júnior '76), Obispo (Gomez van Hoogen '86), Dams, Oppegård, Schouten (Land '63), Til ( 76'), Veerman (Saibari '76), Lozano (Lang '76), Pepi, Perišić | Michaelis , Burger (Muller '46), Heeremans, Boer, Hulleman, Van den Berg, Ploem (Frimpong '46), Vlak, Tros (Dijkstra '82), Noordmans (Mwenda '70), Lomis (De Wilde '59) |  |
| Stadion: Philips Stadion, Eindhoven Toeschouwers: 34.800 Scheidsrechter: Richard Martens |                                                                                               |               |                 | Drommel, Ledezma (Mauro Júnior '76), Obispo (Gomez van Hoogen '86), Dams, Oppegård, Schouten (Land '63), Til ( 76'), Veerman (Saibari '76), Lozano (Lang '76), Pepi, Perišić | Michaelis , Burger (Muller '46), Heeremans, Boer, Hulleman, Van den Berg, Ploem (Frimpong '46), Vlak, Tros (Dijkstra '82), Noordmans (Mwenda '70), Lomis (De Wilde '59) |  |
| Stadion: Philips Stadion, Eindhoven Toeschouwers: 34.800 Scheidsrechter: Richard Martens |                                                                                               |               |                 | Drommel, Ledezma (Mauro Júnior '76), Obispo (Gomez van Hoogen '86), Dams, Oppegård, Schouten (Land '63), Til ( 76'), Veerman (Saibari '76), Lozano (Lang '76), Pepi, Perišić | Michaelis , Burger (Muller '46), Heeremans, Boer, Hulleman, Van den Berg, Ploem (Frimpong '46), Vlak, Tros (Dijkstra '82), Noordmans (Mwenda '70), Lomis (De Wilde '59) |  |
|                                                                                          |                                                                                               |               |                 | | |  |

#### Achtste finale
| 14 januari 2025, 21:00 uur                                                                                                | PSV                                                   | 5 – 4 n.v. 3 – 3 (0 – 1) | Excelsior Rotterdam                                    | Opstelling PSV | Opstelling Excelsior Rotterdam |  |
| Stadion: Philips Stadion, Eindhoven Toeschouwers: 22.300 Scheidsrechter: Allard Lindhout Video-assistent: Richard Martens | Tillman 73' Pepi 86', 101' Saibari 90+7' Perišić 110' |                          | 45+3', 58' Naujoks 80' Duijvestijn 117' (pen.) Omorowa | Drommel, Ledezma (Perišić '80), Flamingo, Obispo (Boscagli '46), Dams (Mauro Júnior '91), Schouten (Saibari '60), Til (De Jong '60 ( 60')), Veerman , Pepi, Lang (Tillman '60), Bakayoko | Raatsie, Bronkhorst (Bergraaf '106), Widell ( 106'), Warmerdam, Zagré , Sanches Fernandes (Pierie '84), Hatenboer (Eijgenraam '91), Duijvestijn (Donkor '106), Naujoks, Van Duinen (Omorowa '62), Fini (Booth '77) |  |
| Stadion: Philips Stadion, Eindhoven Toeschouwers: 22.300 Scheidsrechter: Allard Lindhout Video-assistent: Richard Martens |                                                       |                          |                                                        | Drommel, Ledezma (Perišić '80), Flamingo, Obispo (Boscagli '46), Dams (Mauro Júnior '91), Schouten (Saibari '60), Til (De Jong '60 ( 60')), Veerman , Pepi, Lang (Tillman '60), Bakayoko | Raatsie, Bronkhorst (Bergraaf '106), Widell ( 106'), Warmerdam, Zagré , Sanches Fernandes (Pierie '84), Hatenboer (Eijgenraam '91), Duijvestijn (Donkor '106), Naujoks, Van Duinen (Omorowa '62), Fini (Booth '77) |  |
| Stadion: Philips Stadion, Eindhoven Toeschouwers: 22.300 Scheidsrechter: Allard Lindhout Video-assistent: Richard Martens |                                                       |                          |                                                        | Drommel, Ledezma (Perišić '80), Flamingo, Obispo (Boscagli '46), Dams (Mauro Júnior '91), Schouten (Saibari '60), Til (De Jong '60 ( 60')), Veerman , Pepi, Lang (Tillman '60), Bakayoko | Raatsie, Bronkhorst (Bergraaf '106), Widell ( 106'), Warmerdam, Zagré , Sanches Fernandes (Pierie '84), Hatenboer (Eijgenraam '91), Duijvestijn (Donkor '106), Naujoks, Van Duinen (Omorowa '62), Fini (Booth '77) |  |
| |                                                       |                          |                                                        | | |  |

#### Kwartfinale
| 5 februari 2025, 18:45 uur                                                                                               | PSV                 | 2 – 0 (1 – 0) | Feyenoord | Opstelling PSV | Opstelling Feyenoord |  |
| Stadion: Philips Stadion, Eindhoven Toeschouwers: 35.100 Scheidsrechter: Pol van Boekel Video-assistent: Allard Lindhout | Bakayoko 8' Til 68' |               |           | Drommel, Karsdorp (Kuhn '80), Flamingo, Schouten , Mauro Júnior, Veerman, Til (Babadi '90+1), Saibari (Nagalo '80), Bakayoko (Lang '59), De Jong , Perišić | Wellenreuther, Read (Mitchell '84), Beelen, Hancko ( 63'), Smal, Moder (Redmond '69), Milambo, Timber (Hwang '63), Osman (Ivanušec '63), Ueda (Carranza '69 ), Paixão |  |
| Stadion: Philips Stadion, Eindhoven Toeschouwers: 35.100 Scheidsrechter: Pol van Boekel Video-assistent: Allard Lindhout |                     |               |           | Drommel, Karsdorp (Kuhn '80), Flamingo, Schouten , Mauro Júnior, Veerman, Til (Babadi '90+1), Saibari (Nagalo '80), Bakayoko (Lang '59), De Jong , Perišić | Wellenreuther, Read (Mitchell '84), Beelen, Hancko ( 63'), Smal, Moder (Redmond '69), Milambo, Timber (Hwang '63), Osman (Ivanušec '63), Ueda (Carranza '69 ), Paixão |  |
| Stadion: Philips Stadion, Eindhoven Toeschouwers: 35.100 Scheidsrechter: Pol van Boekel Video-assistent: Allard Lindhout |                     |               |           | Drommel, Karsdorp (Kuhn '80), Flamingo, Schouten , Mauro Júnior, Veerman, Til (Babadi '90+1), Saibari (Nagalo '80), Bakayoko (Lang '59), De Jong , Perišić | Wellenreuther, Read (Mitchell '84), Beelen, Hancko ( 63'), Smal, Moder (Redmond '69), Milambo, Timber (Hwang '63), Osman (Ivanušec '63), Ueda (Carranza '69 ), Paixão |  |
| |                     |               |           | | |  |

#### Halve finale
| 26 februari 2025, 20:00 uur                                                                                             | PSV                | 1 – 2 (0 – 2) | Go Ahead Eagles          | Opstelling PSV | Opstelling Go Ahead Eagles |  |
| Stadion: Philips Stadion, Eindhoven Toeschouwers: 30.300 Scheidsrechter: Dennis Higler Video-assistent: Jeroen Manschot | Perišić 59' (pen.) |               | 25' Nauber 27' Edvardsen | Drommel, Ledezma, Flamingo, Boscagli (Saibari '46), Malacia, Til (Pérez '82), Veerman, Schouten (Obispo '88), Perišić , De Jong , Bakayoko (Lang '46) | De Busser, Deijl , Nauber, Kramer, James (Adelgaard '86), Antman, Llansana (Weijenberg '64), Edvardsen , Linthorst, Suray, Smit (Twigt '71) |  |
| Stadion: Philips Stadion, Eindhoven Toeschouwers: 30.300 Scheidsrechter: Dennis Higler Video-assistent: Jeroen Manschot |                    |               |                          | Drommel, Ledezma, Flamingo, Boscagli (Saibari '46), Malacia, Til (Pérez '82), Veerman, Schouten (Obispo '88), Perišić , De Jong , Bakayoko (Lang '46) | De Busser, Deijl , Nauber, Kramer, James (Adelgaard '86), Antman, Llansana (Weijenberg '64), Edvardsen , Linthorst, Suray, Smit (Twigt '71) |  |
| Stadion: Philips Stadion, Eindhoven Toeschouwers: 30.300 Scheidsrechter: Dennis Higler Video-assistent: Jeroen Manschot |                    |               |                          | Drommel, Ledezma, Flamingo, Boscagli (Saibari '46), Malacia, Til (Pérez '82), Veerman, Schouten (Obispo '88), Perišić , De Jong , Bakayoko (Lang '46) | De Busser, Deijl , Nauber, Kramer, James (Adelgaard '86), Antman, Llansana (Weijenberg '64), Edvardsen , Linthorst, Suray, Smit (Twigt '71) |  |
| Bijz.: Hierdoor was PSV uitgeschakeld in de KNVB Beker dit seizoen.                                                     |                    |               |                          | | |  |

## Topscorers
| Nr.                           | Naam                          | Goal |
| ----------------------------- | ----------------------------- | ---- |
| 1.                            | Luuk de Jong                  | 14   |
| 2.                            | Malik Tillman                 | 12   |
| 3.                            | Noa Lang                      | 11   |
| 3.                            | Ricardo Pepi                  | 11   |
| 3.                            | Ismael Saibari                | 11   |
| 6.                            | Guus Til                      | 10   |
| 7.                            | Johan Bakayoko                | 9    |
| 7.                            | Ivan Perišić                  | 9    |
| 9.                            | Hirving Lozano                | 4    |
| 10.                           | Couhaib Driouech              | 2    |
| 11.                           | Isaac Babadi                  | 1    |
| 11.                           | Olivier Boscagli              | 1    |
| 11.                           | Richard Ledezma               | 1    |
| 11.                           | Armando Obispo                | 1    |
| 11.                           | Jerdy Schouten                | 1    |
| 11.                           | Joey Veerman                  | 1    |
| Eigen doelpunten tegenstander | Eigen doelpunten tegenstander | 4    |
| Totaal                        | Totaal                        | 103  |

| Nr.                           | Naam                          | Goal |
| ----------------------------- | ----------------------------- | ---- |
| 1.                            | Ricardo Pepi                  | 4    |
| 1.                            | Ivan Perišić                  | 4    |
| 3.                            | Guus Til                      | 2    |
| 4.                            | Johan Bakayoko                | 1    |
| 4.                            | Hirving Lozano                | 1    |
| 4.                            | Ismael Saibari                | 1    |
| 4.                            | Malik Tillman                 | 1    |
| Eigen doelpunten tegenstander | Eigen doelpunten tegenstander | 2    |
| Totaal                        | Totaal                        | 16   |

| Nr.                           | Naam                          | Goal |
| ----------------------------- | ----------------------------- | ---- |
| 1.                            | Ryan Flamingo                 | 3    |
| 1.                            | Ivan Perišić                  | 3    |
| 1.                            | Ismael Saibari                | 3    |
| 1.                            | Malik Tillman                 | 3    |
| 5.                            | Johan Bakayoko                | 2    |
| 5.                            | Luuk de Jong                  | 2    |
| 5.                            | Noa Lang                      | 2    |
| 5.                            | Ricardo Pepi                  | 2    |
| 9.                            | Couhaib Driouech              | 1    |
| 9.                            | Jerdy Schouten                | 1    |
| Eigen doelpunten tegenstander | Eigen doelpunten tegenstander | 1    |
| Totaal                        | Totaal                        | 23   |

## Assists
| Nr.    | Naam             | Assist |
| ------ | ---------------- | ------ |
| 1.     | Ismael Saibari   | 11     |
| 1.     | Guus Til         | 11     |
| 3.     | Noa Lang         | 10     |
| 4.     | Ivan Perišić     | 9      |
| 5.     | Luuk de Jong     | 8      |
| 5.     | Joey Veerman     | 8      |
| 7.     | Olivier Boscagli | 6      |
| 7.     | Mauro Júnior     | 6      |
| 9.     | Ryan Flamingo    | 2      |
| 9.     | Rick Karsdorp    | 2      |
| 9.     | Hirving Lozano   | 2      |
| 9.     | Ricardo Pepi     | 2      |
| 9.     | Jerdy Schouten   | 2      |
| 9.     | Malik Tillman    | 2      |
| 15.    | Johan Bakayoko   | 1      |
| 15.    | Sergiño Dest     | 1      |
| 15.    | Couhaib Driouech | 1      |
| 15.    | Richard Ledezma  | 1      |
| Totaal | Totaal           | 85     |

| Nr.    | Naam           | Assist |
| ------ | -------------- | ------ |
| 1.     | Luuk de Jong   | 3      |
| 2.     | Ivan Perišić   | 2      |
| 2.     | Ismael Saibari | 2      |
| 4.     | Tygo Land      | 1      |
| 4.     | Joey Veerman   | 1      |
| Totaal | Totaal         | 9      |

| Nr.    | Naam           | Assist |
| ------ | -------------- | ------ |
| 1.     | Joey Veerman   | 3      |
| 2.     | Noa Lang       | 2      |
| 2.     | Guus Til       | 2      |
| 2.     | Malik Tillman  | 2      |
| 5.     | Isaac Babadi   | 1      |
| 5.     | Johan Bakayoko | 1      |
| 5.     | Luuk de Jong   | 1      |
| 5.     | Ricardo Pepi   | 1      |
| 5.     | Ismael Saibari | 1      |
| Totaal | Totaal         | 14     |

## Spelersstatistieken
Legenda
| - W = Wedstrijden - = Doelpunten | - = Gele kaarten (exclusief 2x geel) - = 2x gele kaart in 1 wedstrijd - = Rode kaarten (exclusief 2x geel) | - 0 (0) = Basisspeler (invalspeler) - Kaarten zijn bij elkaar opgeteld van alle officiële wedstrijden. |

| Nr. | Naam                    | Eredivisie | Eredivisie | KNVB Beker | KNVB Beker | Europa | Europa | Overige | Overige | Totaal  | Totaal | Kaarten | Kaarten | Kaarten |
| Nr. | Naam                    | W          | Goal       | W          | Goal       | W      | Goal   | W       | Goal    | W       | Goal   |         |         |         |
| --- | ----------------------- | ---------- | ---------- | ---------- | ---------- | ------ | ------ | ------- | ------- | ------- | ------ | ------- | ------- | ------- |
| 1   | Walter Benítez          | 34         | 0          | 0          | 0          | 11     | 0      | 1       | 0       | 45      | 0      | 2       | 0       | 0       |
| 2   | Rick Karsdorp           | 7 (5)      | 0          | 1          | 0          | 4 (3)  | 0      | 0       | 0       | 12 (8)  | 0      | 3       | 0       | 0       |
| 3   | Tyrell Malacia          | 3 (5)      | 0          | 1          | 0          | 2 (1)  | 0      | 0       | 0       | 6 (6)   | 0      | 3       | 0       | 0       |
| 3   | Jordan Teze             | 0 (2)      | 0          | 0          | 0          | 0      | 0      | 1       | 0       | 1 (2)   | 0      | 0       | 0       | 0       |
| 4   | Armando Obispo          | 4 (10)     | 1          | 2 (1)      | 0          | 3 (3)  | 0      | 0       | 0       | 9 (14)  | 1      | 3       | 0       | 0       |
| 5   | Ivan Perišić            | 21 (6)     | 9          | 3 (1)      | 4          | 4      | 3      | 0       | 0       | 28 (7)  | 16     | 6       | 0       | 0       |
| 6   | Ryan Flamingo           | 33 (1)     | 0          | 3          | 0          | 10 (1) | 3      | 1       | 0       | 46 (2)  | 3      | 2       | 0       | 1       |
| 7   | Malik Tillman           | 22 (4)     | 12         | 0 (1)      | 1          | 6      | 3      | 1       | 0       | 29 (5)  | 16     | 5       | 0       | 0       |
| 8   | Sergiño Dest            | 4 (3)      | 0          | 0          | 0          | 0      | 0      | 0       | 0       | 4 (3)   | 0      | 0       | 0       | 0       |
| 9   | Luuk de Jong            | 29 (2)     | 14         | 2 (1)      | 0          | 10 (2) | 2      | 1       | 2       | 42 (5)  | 18     | 5       | 0       | 0       |
| 10  | Noa Lang                | 23 (6)     | 11         | 1 (3)      | 0          | 8 (2)  | 2      | 1       | 1       | 33 (11) | 14     | 3       | 0       | 0       |
| 11  | Johan Bakayoko          | 17 (13)    | 9          | 3          | 1          | 9 (3)  | 2      | 1       | 0       | 30 (16) | 12     | 2       | 0       | 0       |
| 14  | Ricardo Pepi            | 5 (13)     | 11         | 2          | 4          | 1 (6)  | 2      | 0 (1)   | 0       | 9 (19)  | 17     | 1       | 0       | 0       |
| 16  | Joël Drommel            | 0 (1)      | 0          | 4          | 0          | 1      | 0      | 0       | 0       | 5 (1)   | 0      | 0       | 0       | 0       |
| 17  | Mauro Júnior            | 23 (2)     | 0          | 1 (2)      | 0          | 9 (1)  | 0      | 0       | 0       | 33 (5)  | 0      | 3       | 0       | 0       |
| 18  | Olivier Boscagli        | 30         | 1          | 1 (1)      | 0          | 10 (1) | 0      | 0       | 0       | 41 (2)  | 1      | 4       | 0       | 0       |
| 19  | Esmir Bajraktarević     | 0 (4)      | 0          | 0          | 0          | 0 (1)  | 0      | 0       | 0       | 0 (5)   | 0      | 0       | 0       | 0       |
| 20  | Guus Til                | 23 (9)     | 10         | 4          | 2          | 8 (4)  | 0      | 0 (1)   | 1       | 35 (14) | 13     | 2       | 0       | 0       |
| 21  | Couhaib Driouech        | 0 (15)     | 2          | 0          | 0          | 1 (4)  | 1      | 0 (1)   | 0       | 1 (20)  | 3      | 0       | 0       | 0       |
| 22  | Jerdy Schouten          | 15 (3)     | 1          | 4          | 0          | 7      | 1      | 1       | 0       | 27 (3)  | 2      | 3       | 0       | 0       |
| 23  | Joey Veerman            | 22 (5)     | 1          | 4          | 0          | 5 (3)  | 0      | 1       | 0       | 32 (8)  | 1      | 5       | 0       | 0       |
| 24  | Niek Schiks             | 0          | 0          | 0          | 0          | 0      | 0      | 0       | 0       | 0       | 0      | 0       | 0       | 0       |
| 26  | Isaac Babadi            | 1 (7)      | 1          | 0 (1)      | 0          | 1 (3)  | 0      | 0       | 0       | 2 (11)  | 1      | 2       | 0       | 0       |
| 27  | Lucas Pérez             | 0 (2)      | 0          | 0 (1)      | 0          | 0      | 0      | 0       | 0       | 0 (3)   | 0      | 0       | 0       | 0       |
| 27  | Hirving Lozano          | 2 (7)      | 4          | 1          | 1          | 0 (2)  | 0      | 0       | 0       | 3 (9)   | 5      | 0       | 0       | 0       |
| 28  | Tygo Land               | 0 (5)      | 0          | 0 (1)      | 0          | 1      | 0      | 0       | 0       | 1 (6)   | 0      | 0       | 0       | 0       |
| 31  | Emmanuel van de Blaak   | 0          | 0          | 0          | 0          | 0      | 0      | 0       | 0       | 0       | 0      | 0       | 0       | 0       |
| 32  | Matteo Dams             | 11 (4)     | 0          | 2          | 0          | 6      | 0      | 0 (1)   | 0       | 19 (5)  | 0      | 5       | 0       | 1       |
| 33  | Michael Bresser         | 0 (1)      | 0          | 0          | 0          | 0      | 0      | 0       | 0       | 0 (1)   | 0      | 0       | 0       | 0       |
| 34  | Ismael Saibari          | 20 (9)     | 11         | 1 (3)      | 1          | 8 (2)  | 3      | 1       | 0       | 30 (14) | 15     | 3       | 0       | 0       |
| 35  | Fredrik Oppegård        | 3 (3)      | 0          | 1          | 0          | 0 (1)  | 0      | 1       | 0       | 5 (4)   | 0      | 0       | 0       | 0       |
| 36  | Wessel Kuhn             | 0 (1)      | 0          | 0 (1)      | 0          | 0 (1)  | 0      | 0       | 0       | 0 (3)   | 0      | 0       | 0       | 0       |
| 37  | Richard Ledezma         | 21 (3)     | 1          | 3          | 0          | 6 (5)  | 0      | 0       | 0       | 30 (8)  | 1      | 6       | 0       | 0       |
| 39  | Adamo Nagalo            | 1 (5)      | 0          | 0 (1)      | 0          | 1 (4)  | 0      | 0       | 0       | 2 (10)  | 0      | 0       | 0       | 0       |
| 62  | Samuel Gomez van Hoogen | 0          | 0          | 0 (1)      | 0          | 0      | 0      | 0       | 0       | 0 (1)   | 0      | 0       | 0       | 0       |